# Bardos
Pour les articles homonymes, voir Bardos (homonymie).
Bardos [baʁdɔs] est une commune française, située dans le département des Pyrénées-Atlantiques en région Nouvelle-Aquitaine.

## Géographie

### Localisation
|  |

Bardos est situé à 22,1 km à l'est de Bayonne.
En termes de géographie politique, Bardos fait partie de la province basque du Labourd.
Sa frontière sud et ouest est matérialisée par la Joyeuse. Sa frontière nord est quant à elle matérialisée par le cours du ruisseau du Termi, tributaire de la Joyeuse.

### Communes limitrophes
Les communes limitrophes sont  Bidache, Guiche, Hasparren, Hastingues, La Bastide-Clairence, Orègue et Urt.
|           | Guiche               | Hastingues (Landes) |
| Urt       | Bardos               | Bidache             |
| Hasparren | La Bastide-Clairence | Orègue              |

### Géologie et relief
La superficie de la commune est de 4 253 hectares ; l'altitude maximale est de 186 m, sur la butte de Miremont, où se trouvent un ancien manoir du XIVe siècle ainsi qu'un château d'eau aménagé en belvédère surplombant la vallée de l'Adour.

### Hydrographie

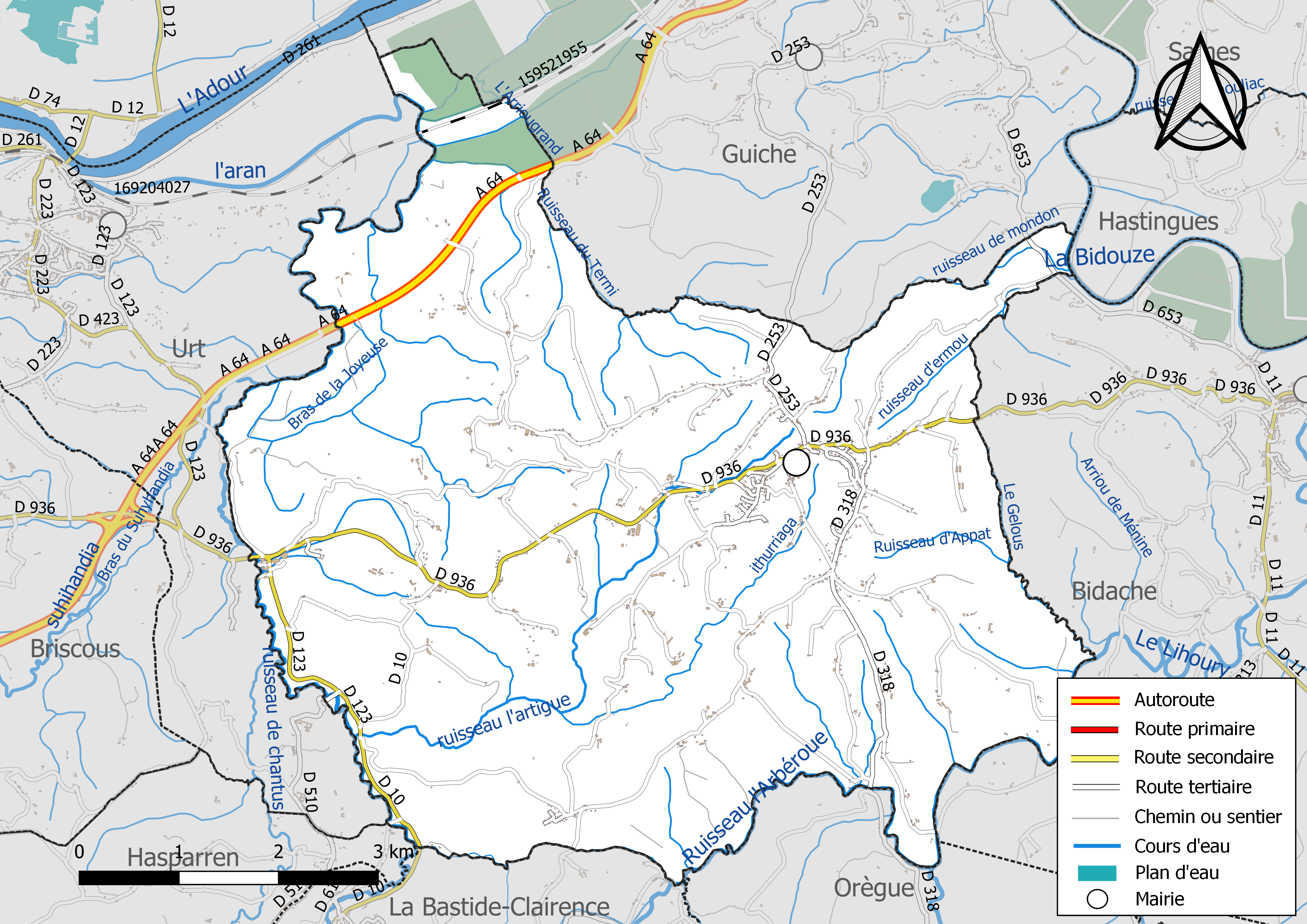
Réseaux hydrographique et routier de Bardos.

La commune est drainée par la Bidouze, l'Aran, le Lihoury, l'Arbéroue, le ruisseau Suhyhandia, le ruisseau de chantus, le ruisseau l'artigue, un bras de la Joyeuse, un bras de la Joyeuse, ithurriaga, L'Arriougrand, le Gelous, le ruisseau d'Appat, le ruisseau de mondon, et par divers petits cours d'eau, constituant un réseau hydrographique de 70 km de longueur totale,.
La Bidouze, d'une longueur totale de 82,2 km, prend sa source dans la commune d'Aussurucq et s'écoule du sud vers le nord. Elle traverse la commune et se jette dans l'Adour à Guiche, après avoir traversé 26 communes.
L'Aran, d'une longueur totale de 48,3 km, prend sa source dans la commune d'Hélette et s'écoule du sud vers le nord. Il traverse la commune et se jette dans l'Adour à Urt, après avoir traversé 8 communes.
Le Lihoury, d'une longueur totale de 45,7 km, prend sa source dans la commune d'Iholdy et s'écoule du sud vers le nord. Il traverse la commune et se jette dans la Bidouze à Came, après avoir traversé 8 communes.
L'Arbéroue, d'une longueur totale de 27,3 km, prend sa source dans la commune d'Hélette et s'écoule du sud vers le nord. Il traverse la commune et se jette dans Le Lihoury à Orègue, après avoir traversé 8 communes.

### Climat
Pour des articles plus généraux, voir Climat de la Nouvelle-Aquitaine et Climat des Pyrénées-Atlantiques.
Historiquement, la commune est exposée à un micro climat océanique basque.  
En 2020, Météo-France publie une typologie des climats de la France métropolitaine dans laquelle la commune est exposée à un climat de montagne et est dans la région climatique Pyrénées atlantiques, caractérisée par une pluviométrie élevée (>1 200 mm/an) en toutes saisons, des hivers très doux (7,5 °C en plaine) et des vents faibles.
Pour la période 1971-2000, la température annuelle moyenne est de 13,9 °C, avec une amplitude thermique annuelle de 13,2 °C. Le cumul annuel moyen de précipitations est de 1 318 mm, avec 12,7 jours de précipitations en janvier et 8 jours en juillet. Pour la période 1991-2020, la température moyenne annuelle observée sur la station météorologique la plus proche, située dans la commune de Bidache à 5 km à vol d'oiseau, est de 14,5 °C et le cumul annuel moyen de précipitations est de 1 455,6 mm,. Pour l'avenir, les paramètres climatiques de la commune estimés pour 2050 selon différents scénarios d’émission de gaz à effet de serre sont consultables sur un site dédié publié par Météo-France en novembre 2022.

### Milieux naturels et biodiversité

#### Réseau Natura 2000
Le réseau Natura 2000 est un réseau écologique européen de sites naturels d'intérêt écologique élaboré à partir des Directives « Habitats » et « Oiseaux », constitué de zones spéciales de conservation (ZSC) et de zones de protection spéciale (ZPS).
Deux sites Natura 2000 ont été définis dans la commune au titre de la « directive Habitats », :
- « la Joyeuse (cours d'eau) », d'une superficie de 1 444 ha, un réseau hydrographique des coteaux basques[17] ;
- « la Bidouze (cours d'eau) », d'une superficie de 2 570 ha, un vaste réseau hydrographique drainant les coteaux du Pays basque[18] et une au titre de la « directive Oiseaux »[16],[Carte 3] :
- les « barthes de l'Adour », d'une superficie de 15 617 ha, un site de vallées inondables à forte diversité animale et végétale[19].

#### Zones naturelles d'intérêt écologique, faunistique et floristique
L’inventaire des zones naturelles d'intérêt écologique, faunistique et floristique (ZNIEFF) a pour objectif de réaliser une couverture des zones les plus intéressantes sur le plan écologique, essentiellement dans la perspective d’améliorer la connaissance du patrimoine naturel national et de fournir aux différents décideurs un outil d’aide à la prise en compte de l’environnement dans l’aménagement du territoire.
Deux ZNIEFF de type 2 sont recensées dans la commune, :
- le « réseau hydrographique de la Bidouze et annexes hydrauliques » (2 867,4 ha), couvrant 30 communes dont 1 dans les Landes et 29 dans les Pyrénées-Atlantiques[21] ;
- le « réseau hydrographique et vallée de la Joyeuse » (1 265,93 ha), couvrant 3 communes du département[22].

## Urbanisme

### Typologie
Au 1er janvier 2024, Bardos est catégorisée commune rurale à habitat dispersé, selon la nouvelle grille communale de densité à sept niveaux définie par l'Insee en 2022.
Elle est située hors unité urbaine. Par ailleurs la commune fait partie de l'aire d'attraction de Bayonne (partie française), dont elle est une commune de la couronne,. Cette aire, qui regroupe 56 communes, est catégorisée dans les aires de 200 000 à moins de 700 000 habitants,.

### Occupation des sols

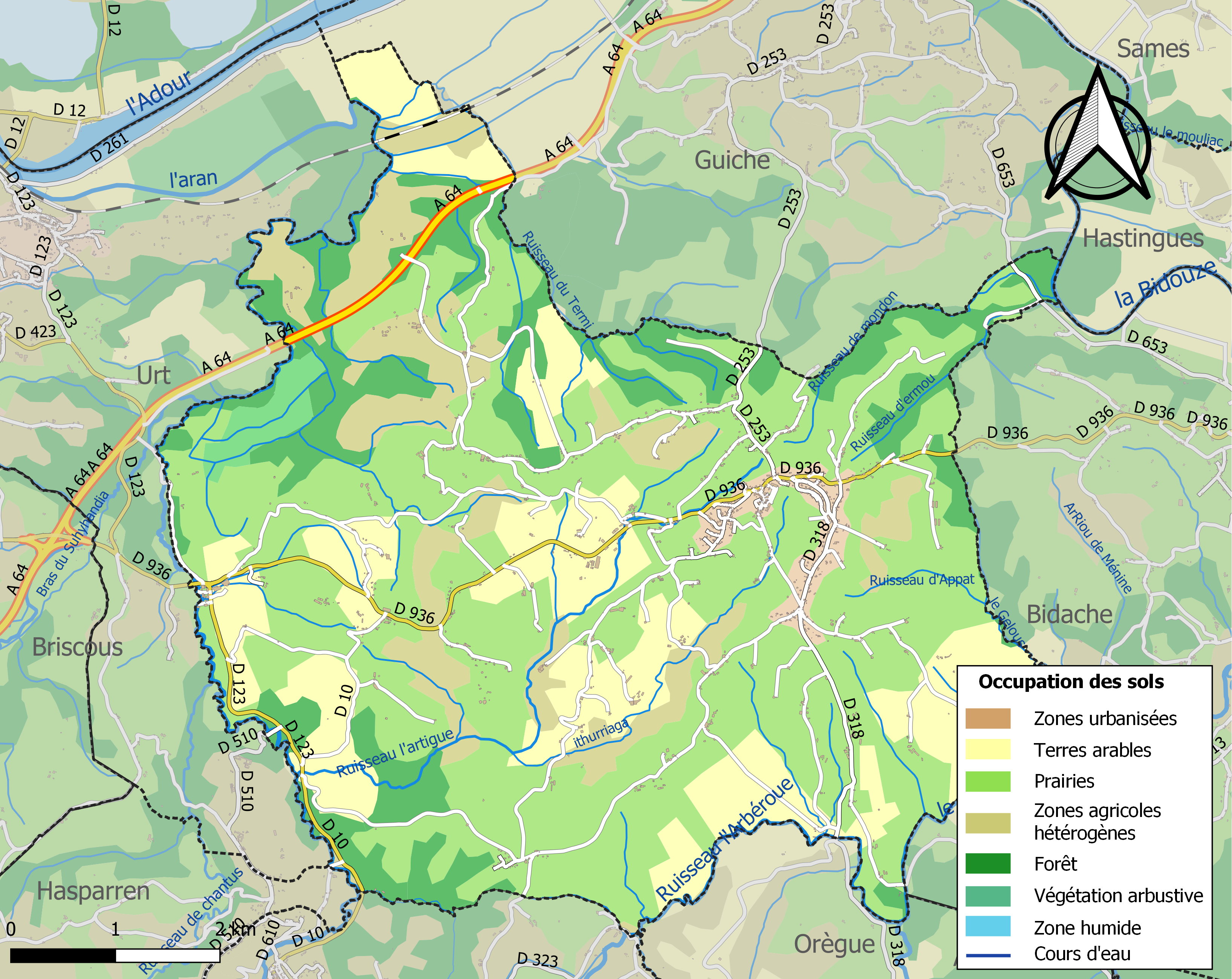
Carte des infrastructures et de l'occupation des sols de la commune en 2018 (CLC).

L'occupation des sols de la commune, telle qu'elle ressort de la base de données européenne d’occupation biophysique des sols Corine Land Cover (CLC), est marquée par l'importance des territoires agricoles (81,9 % en 2018), en diminution par rapport à 1990 (83,5 %). La répartition détaillée en 2018 est la suivante :
prairies (49,6 %), terres arables (21,2 %), forêts (14,8 %), zones agricoles hétérogènes (11,2 %), zones urbanisées (2 %), milieux à végétation arbustive et/ou herbacée (1,3 %). L'évolution de l’occupation des sols de la commune et de ses infrastructures peut être observée sur les différentes représentations cartographiques du territoire : la carte de Cassini (XVIIIe siècle), la carte d'état-major (1820-1866) et les cartes ou photos aériennes de l'IGN pour la période actuelle (1950 à aujourd'hui).

### Lieux-dits et hameaux
Sur le cadastre napoléonien de 1818, la commune est divisée en quatre sections:
- Ibarre ;
- Lassarrade ;
- Legarre ;
- Lerine.

Ces quatre quartiers historiques sont aujourd'hui composés des lieudits suivants :
- Lassarrade : Azkaratea, Beihalde, Habaintx, Sabalan (Le) et Saudan ;
- Legarre : Ermou, Guichot (Lou), Lambert, Miremont et Tisserands (Les) ;
- Lerine : Arbinoritz ;
- Ibarre : Aranbidea, Baluarte et Trois Bordes (Les).

### Logement
Depuis la fin des années 1970, la commune de Bardos a procédé à la création de lotissements réalisés sur différents terrains communaux :
- Jaureguy (4 lots) en 1978[PL 1] ;
- Mourdy (2 lots) en 1981[PL 2] ;
- Bernatets (3 lots) en 1995[PL 3].

En 2014, le nombre total de logements dans la commune était de 801, alors qu'il était de 706 en 2009.
Parmi ces logements, 84,6 % étaient des résidences principales, 6 % des résidences secondaires et logements occasionnels et 9,4 % des logements vacants. Ces logements étaient pour 65 % d'entre eux des maisons individuelles et pour 34,7 % des appartements.
Toujours en 2014, 73 % des habitants des résidences principales sont propriétaires (contre 74,1 % en 2009). Les locataires représentent quant à eux 22,6 % des habitants (contre 21,2 % en 2009), parmi lesquels 1 % logés en HLM loué vide (contre 1,3 % en 2009). Les personnes logées gratuitement représentent 4,4 % des habitants des résidences principales (contre 4,7 % en 2009).

### Voies de communication et transports
Bardos est reliée par la route départementale 936 entre Bayonne et Oloron-Sainte-Marie, ainsi que par les départementales 10, 123, 253 et 653. La commune est desservie par le réseau interurbain des Pyrénées-Atlantiques, sur sa ligne 870, menant de Bayonne à Tardets-Sorholus.

#### Axes routiers
Bardos est traversée par l'autoroute A64, qui relie Toulouse à Briscous et est prolongée par la voie rapide RD 1, de Briscous à Bayonne. L'échangeur no 4 dit d'Urt se situe sur le territoire de la commune limitrophe de Briscous, mais permet un accès rapide à Bardos.
La RD 936 (ancienne route nationale 636) traverse le territoire de la commune dans la direction est-ouest. Elle se dirige, à l'ouest, vers Urt et Bayonne, et à l'est, vers Bidache et Juillan.
La commune de Bardos est également traversée par d'autres routes départementales d'importance moindre :
- la RD 10 (vers Hasparren au sud ouest) ;
- la RD 123 (vers La Bastide-Clairence au sud) ;
- la RD 253 (vers Guiche au nord) ;
- la RD 318 (vers Orègue au sud-est).

### Risques majeurs
Le territoire de la commune de Bardos est vulnérable à différents aléas naturels : météorologiques (tempête, orage, neige, grand froid, canicule ou sécheresse), inondations et séisme (sismicité modérée). Il est également exposé à un risque technologique,  le transport de matières dangereuses. Un site publié par le BRGM permet d'évaluer simplement et rapidement les risques d'un bien localisé soit par son adresse soit par le numéro de sa parcelle.

#### Risques naturels
Certaines parties du territoire communal sont susceptibles d’être affectées par le risque d’inondation par une crue à  débordement lent de cours d'eau, notamment la Bidouze, le Lihoury, l'Arbéroue, l'Aran et le Suhihandia. La commune a été reconnue en état de catastrophe naturelle au titre des dommages causés par les inondations et coulées de boue survenues en 1982, 1983, 1988, 2009, 2014 et 2021,.

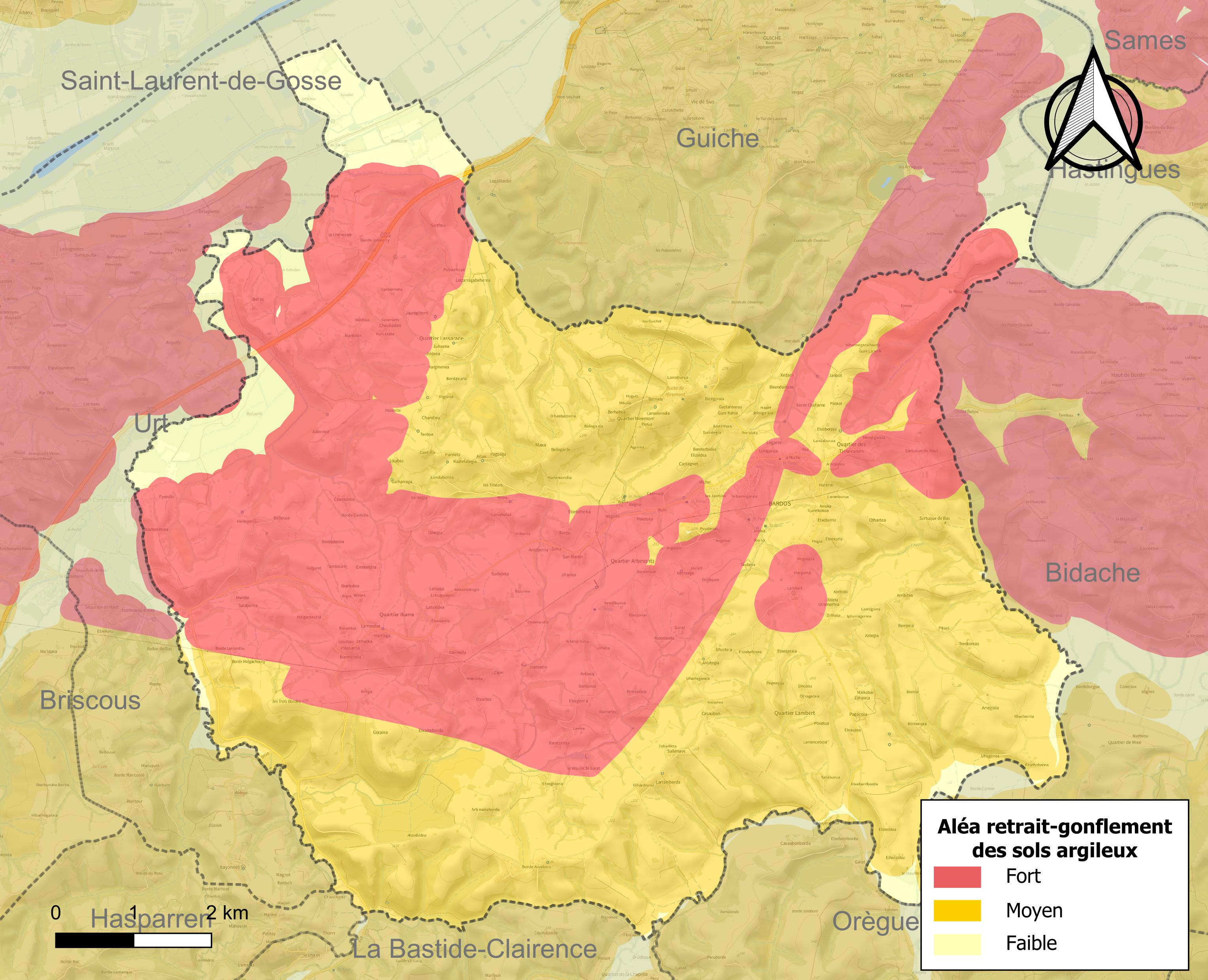
Carte des zones d'aléa retrait-gonflement des sols argileux de Bardos.

Le retrait-gonflement des sols argileux est susceptible d'engendrer des dommages importants aux bâtiments en cas d’alternance de périodes de sécheresse et de pluie. 94 % de la superficie communale est en aléa moyen ou fort (59 % au niveau départemental et 48,5 % au niveau national). Depuis le 1er octobre 2020, en application de la loi ELAN, différentes contraintes s'imposent aux vendeurs, maîtres d'ouvrages ou constructeurs de biens situés dans une zone classée en aléa moyen ou fort,.
Concernant les mouvements de terrains, la commune a été reconnue en état de catastrophe naturelle au titre des dommages causés par la sécheresse en 1989, 2003 et 2012, par des mouvements de terrain en 2013 et par des glissements de terrain en 1997.

## Toponymie

### Attestations anciennes
Le toponyme Bardos est mentionné au XIIIe siècle (cartulaire de Bayonne), et apparaît sous la forme
Bardos (1203, 1249, 1305, 1638 (carte du Siège Présidial Dax), Sancta Maria de Bardos (1693) et Bardoze au XIXe siècle.

### Étymologie
Spécialiste du gascon, le linguiste allemand Gerhard Rohlfs y voit le nom d'homme gaulois Bardus suivi du suffixe aquitain -ossum.
Albert Dauzat et Charles Rostaing proposent quant à eux la racine bard- ou bart-, terme gascon (origine aquitaine) qu'ils rapprochent de l'ancien provençal bart désignant la terre argileuse.
Spécialiste en lexicographie et en onomastique, Jean-Baptiste Orpustan les rejoint dans son analyse, précisant que le premier terme désigne les terrains bas et argileux des abords de cours d’eau (ou barthes) et que le suffixe -os est « basco-aquitain ». Il propose donc un « lieu où abonde la terre argileuse ».
Bénédicte Boyrie-Fénié rejoint Jean-Baptiste Orpustan sur l'origine du nom, précisant quant à elle que la pérennité des formes laisse entendre que le nom a toujours été « compris ».

### Nom en basque et en gascon
Le nom basque de Bardos est Bardoze. Il fut normalisé par l'Académie de la langue basque le 30 mars 2000.
Le gentilé correspondant est bardoztar, normalisé lui-aussi le 30 mars 2000.
Son nom gascon est Bardòs [bar'dɔs].

### Microtoponymes
Six maisons citées au Moyen Âge sont considérées comme nobles :
- Lixabea (1194 Lissaber[JBO00 1], 1203 Lizaber[EG 1], 1266 Lissaber[EG 1], 1502 l'ostau de Lissabe[35]) ;
- Hariztoia (1249 Haristoy[PH 1]) ;
- Miramont (1249 Miramont[EG 1], 1530 Miramont[JBO00 1]) ;
- Sala (1203 domus de bardos[JBO00 1]) ;
- Iriberria (1594 Iriberry[PH 2]) ;
- Casanava (1649 Casenave[PH 3]).

Six autres domaines au statut indéterminé sont cités à cette période :
- Armendaritzea (1249 Armendariz et Armendariç[EG 1]) ;
- Bilort (1388 Bilort[EG 1]) ;
- Etxeberria (1404 Cheverye et Cheverrie[PH 4]) ;
- Herauritz (1203 Farauriz[EG 1]) ;
- Mendia (1469 Mendie[EG 1]) et
- Vilanava (1316 Villanova[EG 1]).

Ascarat est une ferme déjà mentionnée en 1502 (titres de Bardos) sous la graphie Escaratz.
Le dictionnaire de 1863 cite la ferme Berhabe ainsi que la redoute Castella.
Gelos est un hydronyme, porté par un ruisseau qui arrose Bardos et Bidache, affluent du Lihurry. On le trouve mentionné sous les graphies l'ostau de Gelos en 1502 (titres de Navarre) et le Gélous en 1863 (dictionnaire topographique Béarn-Pays basque).
Le toponyme Haristoy apparaît sous la forme Haristoy (1249).
La ferme Jauréguy est mentionnée en 1756 dans les collations du diocèse de Bayonne.
La ferme Paloumères apparaît en 1502 dans les titres de Navarre sous la graphie l'ostau de las Paloumeres.
Plaçoo est un hameau cité par le dictionnaire de 1863.

## Histoire

### Préhistoire
Les origines de Bardos ont pu être révélées grâce à la découverte archéologique sur la butte de Miremont (en gascon, regard sur le mont) d'outils et de fragments de silex allant du moustérien (Paléolithique Moyen) et de l'aurignacien (Paléolithique supérieur) au Paléolithique.
Un second site, protohistorique (âge du fer), existerait dans la commune au lieu-dit Castella (casterar en gascon ou gaztelu en basque désignent un lieu fortifié). Mais, aucune fouille n'ayant été réalisée jusqu'à présent, il est difficile de pouvoir révéler plus d'informations à ce sujet.

### Antiquité
La présence romaine ne semble pas avoir tellement marqué ce territoire entre Adour et Bidouze comme ce fut le cas sur la côte basque. Cependant, leur présence économique est attestée grâce à la découverte en 1911 dans la commune proche de Sames d'un trésor de 48 pièces de bronze à l'effigie de trois empereurs romains : Gallien (253-268), Victorin (269-271) et Tetricus (271-274).
Si après avoir dévasté la ville de Bayonne vers 860-870, les Normands remontèrent l'Adour pillant églises et monastères, rien ne relate toutefois cet épisode dramatique dans les environs de Bardos.

### Moyen Âge
En 1023, Sanche III Garcés, roi de Pampelune de 1004 à 1035, a créé la vicomté de Labourd au profit de son cousin Loup-Sanche. Cette vicomté comprenait, en plus des localités labourdines, les vallées aujourd'hui bas-navarraises d'Arberoue et du Pays de Cize, ainsi que trois paroisses au statut particulier : Armendarits, Iholdy et Irissarry.
La paroisse de Bardos est citée pour la première fois en 1072 dans le cartulaire de Sorde-l'Abbaye. Sous le règne de Richard Cœur de Lion, roi d'Angleterre de 1189 à 1199, la vicomté de Labourd passe sous l'autorité des Anglais. C'est en compensation des domaines confisqués par le roi de France que fut nommé en 1331 bailli du Labourd Raymond Durand, seigneur gascon qui acquit ainsi tous les revenus du pays de Labourd, à l'exception des droits de justice, qui restaient eux réservés aux roi. Une faveur lui fut cependant accordée avec la réception des droits de haute et basse justice sur les localités de Bardos, Briscous, Guiche et Urt, dont la distraction revenait quant à elle au roi Édouard III.
Mottes castrales
Maisons nobles

### Temps modernes
La baronnie de Bardos est incorporée au duché de Gramont en 1643.
La paroisse de Bardos est admise au biltzar du Labourd en 1763.

### Révolution française et Empire
Bardos devient une commune en 1790. Elle est à l'origine le chef-lieu d'un canton comprenant les communes de Bardos et de Guiche, et dépend du district d'Ustaritz.

### Bardos, paroisse du Labourd

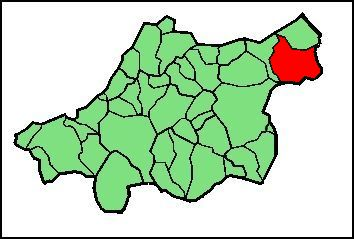
Situation de Bardos en Labourd

La relation de Bardos au Labourd présente quelques particularités (partagées avec les villages voisins de Guiche et Urt).
Pendant l'Ancien Régime, ces trois paroisses ne dépendaient pas judiciairement des institutions judiciaires labourdines, mais de la sénéchaussée de Came Alors qu'elles avaient cessé de participer aux travaux du biltzar du Labourd, elles sont admises de nouveau dans cette assemblée en 1763, à charge de contribuer désormais aux travaux de celle-ci. Ces péripéties semblent à Anne Zink de peu de signification : même avant ce rattachement, les trois paroisses étaient fiscalement labourdines, et c'était la coutume de la province du Labourd qui y régissait le droit civil
De 1770 à 1771, le Biltzar a pour syndic général le bardoztar Pierre Damestoy, notaire de la maison Etxebeheitia.

## Politique et administration

### Tendances politiques et résultats
| Élections présidentielles, résultats des deuxièmes tours.                                  | Élections présidentielles, résultats des deuxièmes tours. | Élections présidentielles, résultats des deuxièmes tours. | Élections présidentielles, résultats des deuxièmes tours. | Élections présidentielles, résultats des deuxièmes tours. | Élections présidentielles, résultats des deuxièmes tours. | Élections présidentielles, résultats des deuxièmes tours. | Élections présidentielles, résultats des deuxièmes tours. |
| Année                                                                                      | Élu                                                       | Élu                                                       | Élu                                                       | Battu                                                     | Battu                                                     | Battu                                                     | Participation                                             |
| ------------------------------------------------------------------------------------------ | --------------------------------------------------------- | --------------------------------------------------------- | --------------------------------------------------------- | --------------------------------------------------------- | --------------------------------------------------------- | --------------------------------------------------------- | --------------------------------------------------------- |
| 2002                                                                                       | 90,97 %                                                   | Jacques Chirac                                            | RPR                                                       | 9,03 %                                                    | Jean-Marie Le Pen                                         | FN                                                        | 84,96 %                                                   |
| 2007                                                                                       | 55,84 %                                                   | Nicolas Sarkozy                                           | UMP                                                       | 44,16 %                                                   | Ségolène Royal                                            | PS                                                        | 89,96 %                                                   |
| 2012                                                                                       | 50,95 %                                                   | François Hollande                                         | PS                                                        | 49,05 %                                                   | Nicolas Sarkozy                                           | UMP                                                       | 88,24 %                                                   |
| 2017                                                                                       | 75,45 %                                                   | Emmanuel Macron                                           | EM                                                        | 24,55 %                                                   | Marine Le Pen                                             | FN                                                        | 84,43 %                                                   |
| 2022                                                                                       | %                                                         | Emmanuel Macron                                           | LREM                                                      | %                                                         | Marine Le Pen                                             | RN                                                        | %                                                         |
| Élections législatives, résultats des deux meilleurs scores du dernier tour de scrutin.    |                                                           |                                                           |                                                           |                                                           |                                                           |                                                           |                                                           |
| Année                                                                                      | Élu                                                       | Élu                                                       | Élu                                                       | Battu                                                     | Battu                                                     | Battu                                                     | Participation                                             |
| Bardos est répartie sur plusieurs circonscriptions, cf. les résultats des .                |                                                           |                                                           |                                                           |                                                           |                                                           |                                                           |                                                           |
| Avant 2010, Bardos est répartie sur plusieurs circonscriptions, cf. les résultats des .    |                                                           |                                                           |                                                           |                                                           |                                                           |                                                           |                                                           |
| 2002                                                                                       | 63,64 %                                                   | Jean Grenet                                               | UMP                                                       | 36,36 %                                                   | Jean Espilondo                                            | PS                                                        | 63,88 %                                                   |
| 2007                                                                                       | 64,93 %                                                   | Jean Grenet                                               | UMP                                                       | 35,07 %                                                   | Jean Espilondo                                            | PS                                                        | 64,85 %                                                   |
| Après 2010, Bardos est répartie sur plusieurs circonscriptions, cf. les résultats de .     |                                                           |                                                           |                                                           |                                                           |                                                           |                                                           |                                                           |
| 2012                                                                                       | 50,07 %                                                   | Colette Capdevielle                                       | PS                                                        | 49,93 %                                                   | Jean Grenet                                               | PRV                                                       | 61,96 %                                                   |
| 2017                                                                                       | 59,41 %                                                   | Florence Lasserre                                         | MoDem                                                     | 40,59 %                                                   | Colette Capdevielle                                       | PS                                                        | 49,12 %                                                   |
| 2022                                                                                       | %                                                         |                                                           |                                                           | %                                                         |                                                           |                                                           | %                                                         |
| 2024                                                                                       | %                                                         |                                                           |                                                           | %                                                         |                                                           |                                                           | %                                                         |
| Élections européennes, résultats des deux meilleurs scores.                                |                                                           |                                                           |                                                           |                                                           |                                                           |                                                           |                                                           |
| Année                                                                                      | Liste 1re                                                 | Liste 1re                                                 | Liste 1re                                                 | Liste 2e                                                  | Liste 2e                                                  | Liste 2e                                                  | Participation                                             |
| 2004                                                                                       | 24,27 %                                                   | Jean-Marie Cavada                                         | UDF                                                       | 19,33 %                                                   | Alain Lamassoure                                          | UMP                                                       | 45,39 %                                                   |
| 2009                                                                                       | 31,51 %                                                   | Dominique Baudis                                          | UMP                                                       | 16,39 %                                                   | Robert Rochefort                                          | MoDem                                                     | 51,43 %                                                   |
| 2014                                                                                       | 23,99 %                                                   | Michèle Alliot-Marie                                      | UMP                                                       | 16,05 %                                                   | Louis Aliot                                               | FN                                                        | 48,46 %                                                   |
| 2019                                                                                       | %                                                         |                                                           |                                                           | %                                                         |                                                           |                                                           | %                                                         |
| 2024                                                                                       | %                                                         |                                                           |                                                           | %                                                         |                                                           |                                                           | %                                                         |
| Élections régionales, résultats des deux meilleurs scores.                                 |                                                           |                                                           |                                                           |                                                           |                                                           |                                                           |                                                           |
| Année                                                                                      | Liste 1re                                                 | Liste 1re                                                 | Liste 1re                                                 | Liste 2e                                                  | Liste 2e                                                  | Liste 2e                                                  | Participation                                             |
| 2004                                                                                       | 41,85 %                                                   | Alain Rousset                                             | PS                                                        | 52,35 %                                                   | Xavier Darcos                                             | UMP                                                       | 66,80 %                                                   |
| 2010                                                                                       | 36,39 %                                                   | Alain Rousset                                             | UG                                                        | 41,15 %                                                   | Jean Lassalle                                             | MoDem                                                     | 57,76 %                                                   |
| 2015                                                                                       | 43.02 %                                                   | Virginie Calmels                                          | LR                                                        | 42.04 %                                                   | Alain Rousset                                             | UG                                                        | 59.51 %                                                   |
| 2021                                                                                       | %                                                         |                                                           |                                                           | %                                                         |                                                           |                                                           | %                                                         |
| Élections cantonales, résultats des deux meilleurs scores du dernier tour de scrutin.      |                                                           |                                                           |                                                           |                                                           |                                                           |                                                           |                                                           |
| Année                                                                                      | Élu                                                       | Élu                                                       | Élu                                                       | Battu                                                     | Battu                                                     | Battu                                                     | Participation                                             |
| Bardos est répartie sur plusieurs cantons, cf. les résultats de ceux de .                  |                                                           |                                                           |                                                           |                                                           |                                                           |                                                           |                                                           |
| 2001                                                                                       | 54,96 %                                                   | Jean-Jacques Lasserre                                     | UDF                                                       | 16,44 %                                                   | Jean-Claude Barroumes                                     | DVG                                                       | 83,04 %                                                   |
| 2004                                                                                       | %                                                         |                                                           |                                                           | %                                                         |                                                           |                                                           | %                                                         |
| 2008                                                                                       | 76,79 %                                                   | Jean-Jacques Lasserre                                     | MoDem                                                     | 13,53 %                                                   | Jean-Claude Barroumes                                     | DVG                                                       | 85,62 %                                                   |
| 2011                                                                                       | %                                                         |                                                           |                                                           | %                                                         |                                                           |                                                           | %                                                         |
| Élections départementales, résultats des deux meilleurs scores du dernier tour de scrutin. |                                                           |                                                           |                                                           |                                                           |                                                           |                                                           |                                                           |
| Année                                                                                      | Élus                                                      | Élus                                                      | Élus                                                      | Battus                                                    | Battus                                                    | Battus                                                    | Participation                                             |
| Bardos est répartie sur plusieurs cantons, cf. les résultats de ceux de .                  |                                                           |                                                           |                                                           |                                                           |                                                           |                                                           |                                                           |
| 2015                                                                                       | 78,05 %                                                   | Fabienne Ayensa et Alain Iriart                           | DIV                                                       | 21,95 %                                                   | Dave Daguerre et Anaïs Mendilahatxu                       | FN                                                        | 54,02 %                                                   |
| 2021                                                                                       | %                                                         |                                                           |                                                           | %                                                         |                                                           |                                                           | %                                                         |
| Référendums.                                                                               |                                                           |                                                           |                                                           |                                                           |                                                           |                                                           |                                                           |
| Année                                                                                      | Oui (national)                                            | Oui (national)                                            | Oui (national)                                            | Non (national)                                            | Non (national)                                            | Non (national)                                            | Participation                                             |
| 1992                                                                                       | % (51,04 %)                                               | % (51,04 %)                                               | % (51,04 %)                                               | % (48,96 %)                                               | % (48,96 %)                                               | % (48,96 %)                                               | %                                                         |
| 2000                                                                                       | % (73,21 %)                                               | % (73,21 %)                                               | % (73,21 %)                                               | % (26,79 %)                                               | % (26,79 %)                                               | % (26,79 %)                                               | %                                                         |
| 2005                                                                                       | % (45,33 %)                                               | % (45,33 %)                                               | % (45,33 %)                                               | % (54,67 %)                                               | % (54,67 %)                                               | % (54,67 %)                                               | %                                                         |

#### Élections présidentielles de 2012 et 2017
Lors du second tour des élections présidentielles de 2012, François Hollande, PS, élu, avait obtenu 50,95 % des suffrages et Nicolas Sarkozy, UMP, 49,05 % des suffrages ; le taux de participation était de 88,24 %.
Lors du second tour des élections présidentielles de 2017, Emmanuel Macron, EM, élu, avait obtenu 75,45 % des suffrages et Marine Le Pen, FN, 24,55 % des suffrages ; le taux de participation était de 84,43 %.

#### Élections municipales de 2008 et 2014
Le nombre d'habitants lors des derniers recensements étant compris entre 1 500 et 2 499 habitants, le nombre de membres du conseil municipal est de 19.
Lors des élections municipales de 2008, 11 conseillers municipaux ont été élus dès le premier tour et 4 au second ; le taux de participation du second tour était de 86,06 %. Jean-Paul Diribarne est élu maire de la commune.
Lors des élections municipales de 2014, les 19 conseillers municipaux ont été élus au premier tour, avec un taux de participation de 84,69 % ; la liste majoritaire DIV présentée obtient cinq sièges au conseil communautaire ; la liste d'opposition DIV en obtient un. Jean-Paul Diribarne est réélu à la tête de la municipalité.

### Administration municipale
Bardos ayant entre 1 500 et 2 499 habitants, le conseil municipal est constitué de 19 conseillers dont le maire.

### Liste des maires
| Période | Période  | Identité                     | Étiquette | Qualité |
| ------- | -------- | ---------------------------- | --------- | --- |
| 1789    | 1789     | Jean Casenave                |           | Maire-abbé |
| 1789    | 1790     | Pierre Darricau              |           | Cultivateur, né en 1747 et décédé en 1820 à Arbinoritz Maire-abbé |
| 1790    | 1792     | Gabriel Detchart             |           | né en 1743 et décédé en 1810 à Etxarte |
| 1792    | 1795     | Pierre Darricau              |           | Cultivateur, né en 1747 et décédé en 1820 à Arbinoritz |
| 1795    | 1795     | Gabriel Detchart             |           | né en 1743 et décédé en 1810 à Etxarte |
| 1795    | 1797     | Pierre Darricau              |           | Cultivateur, né en 1747 et décédé en 1820 à Arbinoritz |
| 1797    | 1798     | François Larre               |           | Cultivateur, né en 1769 et décédé en 1808 à Arrozpide |
| 1798    | 1816     | Etienne Damestoy             |           | Notaire, né en 1776 à Germain, décédé en 1850 à Ihartze |
| 1816    | 1826     | Jean-Baptiste Duclercq       |           | Rentier, né en 1776 à Bidache |
| 1826    | 1827     | Louis-Laurent de Lalande     |           | |
| 1827    | 1848     | Estienne Damestoy            |           | Notaire, né en 1776 à Germain, décédé en 1850 à Ihartze |
| 1848    | 1849     | Mathieu Antoine Marie Chapa  |           | Médecin, né en 1812 à Bayonne, décédé en 1849 à Garro |
| 1849    | 1878     | Pierre Darricau              |           | Laboureur, né en 1810 et décédé en 1886 à Arbinoritz |
| 1878    | 1881     | Bernard Celhabe              | Droite    | Notaire, né en 1827 à Etxepare, décédé en 1903 à Panfilia Conseiller général du canton de Bidache (1871 → 1883)                                                                  |
| 1881    | 1919     | Pierre Damestoy              | "rouge"   | Instituteur, né en 1847 à Etxezahar, décédé en 1924 à Frantxex |
| 1919    | 1960     | Pierre-Louis Damestoy        | Radical   | Vétérinaire, né en 1877 à Frantxex, décédé en 1960 Conseiller général du canton de Bidache (1938 → 1940) (1945 → 1958) Nommé Chevalier de la Légion d'honneur le 11 juillet 1935 |
| 1961    | 1977     | Jean-Marcel Damestoy         | "blanc"   | Agriculteur, né en 1902 à Uharteta, décédé en 1981 à Bailea |
| 1977    | 2008     | Pierre Jean Baptiste Laborde | DVG       | Instituteur, né en 1928 à Bideondoa, décédé en 2015 à Bayonne |
| 2008    | 2020     | Jean-Paul Diribarne          | DIV       | Cadre en métallurgie Conseiller départemental du canton de Nive-Adour (2017 → 2021)                                                                                              |
| 2020    | En cours | Maider Behoteguy             | DVC       | Chargée clientèle en assurance 8e Vice-présidente de la Communauté d'agglomération Pays basque (2017 → 2020) Conseillère départementale depuis 2021                              |

### Rattachements administratifs et électoraux
Bardos fait partie du canton de Nive-Adour, lui-même situé dans le département des Pyrénées-Atlantiques en région Nouvelle-Aquitaine. La commune appartient à la cinquième circonscription des Pyrénées-Atlantiques.
Bardos relève des juridictions des tribunaux d'instance et de grande instance de Bayonne, dans le ressort de la cour d'appel de Pau.

### Intercommunalité

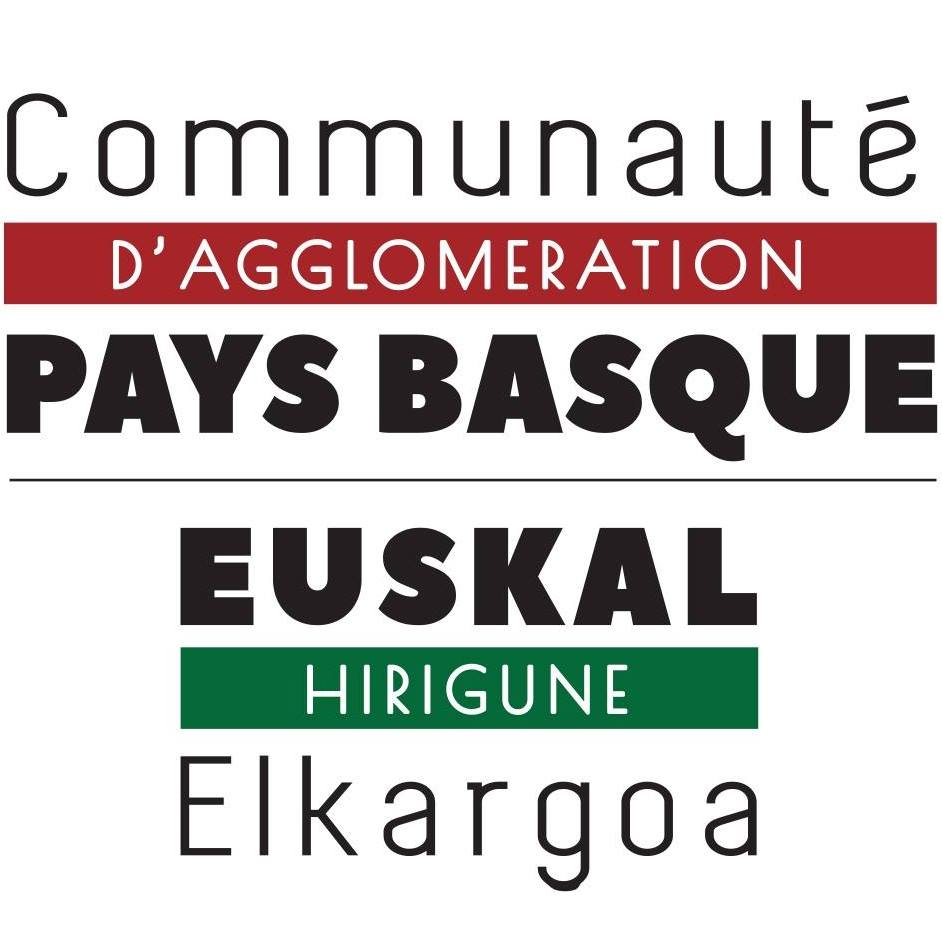
Logo de la communauté d'agglomération du Pays basque.

La commune appartient à trois structures intercommunales :
- la communauté d'agglomération du Pays Basque ;
- le syndicat d'énergie des Pyrénées-Atlantiques ;
- le syndicat intercommunal de protection des berges de l'Adour maritime et de ses affluents (SIPBAMA).

Bardos ne faisait partie d'aucune communauté de communes jusqu'au 1er janvier 2010, date à laquelle elle rejoignit la communauté de communes du pays de Bidache.

### Politique environnementale
La compétence Environnement - gestion des déchets étant du ressort intercommunal, la collecte des déchets de la commune est assurée par la communauté d'agglomération du Pays Basque.
Le transfert et le traitement de ceux-ci est ensuite assuré par le syndicat mixte Bil Ta Garbi dans le site souletin de Mendixka à Charritte-de-Bas.
La commune de Bardos dispose d'une déchetterie.
La compétence Eau Potable, Assainissement Collectif et Non Collectif est assurée par la Communauté d'Agglomération Pays basque.

### Finances locales
Bardos appartient à la strate des communes ayant une population comprise entre 500 et 2 000 habitants. Le tableau ci-dessous montre le résultat comptable par habitant sur dix années (période 2005 - 2015), ainsi que le solde de financement des investissements, toutes données comparées à la moyenne de la strate.
Comptes de la commune de Bardos de 2005 à 2015.
Résultats exprimés en €/habitant.
| Années                                                                                               | Résultat comptable | Résultat comptable   | Besoin () ou capacité () de · financement des investissements | Besoin () ou capacité () de · financement des investissements | Capacité d'autofinancement (CAF) | Capacité d'autofinancement (CAF) |
| Années                                                                                               | Bardos             | Moyenne de la strate | Bardos                                                        | Moyenne de la strate                                          | Bardos                           | Moyenne de la strate             |
| --- | ------------------ | -------------------- | ------------------------------------------------------------- | ------------------------------------------------------------- | -------------------------------- | -------------------------------- |
| 2005                                                                                                 | 279                | 213                  | 472                                                           | 12                                                            | 279                              | 219                              |
| 2006                                                                                                 | 241                | 231                  | 149                                                           | 7                                                             | 276                              | 238                              |
| 2007                                                                                                 | 335                | 29                   | 351                                                           | 41                                                            | 335                              | 227                              |
| 2008                                                                                                 | 429                | 226                  | 213                                                           | 13                                                            | 429                              | 240                              |
| 2009                                                                                                 | 337                | 235                  | 161                                                           | 23                                                            | 337                              | 247                              |
| 2010                                                                                                 | 285                | 166                  | 191                                                           | 10                                                            | 285                              | 173                              |
| 2011                                                                                                 | 296                | 186                  | 235                                                           | 0                                                             | 296                              | 194                              |
| 2012                                                                                                 | 289                | 186                  | 16                                                            | 17                                                            | 289                              | 194                              |
| 2013                                                                                                 | 282                | 177                  | 119                                                           | 16                                                            | 282                              | 187                              |
| 2014                                                                                                 | 280                | 176                  | 13                                                            | 11                                                            | 280                              | 188                              |
| 2015                                                                                                 | 229                | 183                  | 86                                                            | 18                                                            | 232                              | 180                              |
| Sources des données : les comptes des communes - Bardos. Strate : communes de 500 à 2 000 habitants. |                    |                      |                                                               |                                                               |                                  |                                  |

### Jumelages
Au 8 septembre 2017, Bardos n'est jumelée avec aucune commune.

## Population et société

### Démographie
Le gentilé est Bardoztar.

#### Évolution démographique
L'évolution du nombre d'habitants est connue à travers les recensements de la population effectués dans la commune depuis 1793. Pour les communes de moins de 10 000 habitants, une enquête de recensement portant sur toute la population est réalisée tous les cinq ans, les populations de référence des années intermédiaires étant quant à elles estimées par interpolation ou extrapolation. Pour la commune, le premier recensement exhaustif entrant dans le cadre du nouveau dispositif a été réalisé en 2004.

En 2022, la commune comptait 1 905 habitants, en évolution de +4,21 % par rapport à 2016 (Pyrénées-Atlantiques : +3,78 %, France hors Mayotte : +2,11 %).
| 1793  | 1800  | 1806  | 1821  | 1831  | 1836  | 1841  | 1846  | 1851  |
| ----- | ----- | ----- | ----- | ----- | ----- | ----- | ----- | ----- |
| 2 451 | 2 283 | 2 418 | 2 300 | 2 468 | 2 641 | 2 612 | 2 660 | 2 612 |

| 1856  | 1861  | 1866  | 1872  | 1876  | 1881  | 1886  | 1891  | 1896  |
| ----- | ----- | ----- | ----- | ----- | ----- | ----- | ----- | ----- |
| 2 586 | 2 518 | 2 542 | 2 304 | 1 912 | 1 733 | 1 805 | 1 708 | 1 722 |

| 1901  | 1906  | 1911  | 1921  | 1926  | 1931  | 1936  | 1946  | 1954  |
| ----- | ----- | ----- | ----- | ----- | ----- | ----- | ----- | ----- |
| 1 772 | 1 675 | 1 662 | 1 519 | 1 520 | 1 514 | 1 535 | 1 280 | 1 175 |

| 1962  | 1968  | 1975  | 1982  | 1990  | 1999  | 2004  | 2006  | 2009  |
| ----- | ----- | ----- | ----- | ----- | ----- | ----- | ----- | ----- |
| 1 091 | 1 031 | 1 005 | 1 093 | 1 188 | 1 271 | 1 421 | 1 528 | 1 608 |

| 2014  | 2019  | 2022  | - | - | - | - | - | - |
| ----- | ----- | ----- | - | - | - | - | - | - |
| 1 774 | 1 828 | 1 905 | - | - | - | - | - | - |

#### Pyramide des âges
En 2018, le taux de personnes d'un âge inférieur à 30 ans s'élève à 30,7 %, soit en dessous de la moyenne départementale (30,9 %). De même, le taux de personnes d'âge supérieur à 60 ans est de 29,9 % la même année, alors qu'il est de 30,5 % au niveau départemental.
En 2018, la commune comptait 901 hommes pour 927 femmes, soit un taux de 50,71 % de femmes, légèrement inférieur au taux départemental (52,08 %).
Les pyramides des âges de la commune et du département s'établissent comme suit.
| Hommes | Classe d’âge | Femmes |
| ------ | ------------ | ------ |
| 0,8    | 90 ou +      | 4,2    |
| 7,0    | 75-89 ans    | 10,1   |
| 19,1   | 60-74 ans    | 18,4   |
| 21,3   | 45-59 ans    | 20,3   |
| 18,9   | 30-44 ans    | 18,4   |
| 13,6   | 15-29 ans    | 12,9   |
| 19,3   | 0-14 ans     | 15,6   |

| Hommes | Classe d’âge | Femmes |
| ------ | ------------ | ------ |
| 1      | 90 ou +      | 2,6    |
| 8,7    | 75-89 ans    | 11,8   |
| 18,9   | 60-74 ans    | 19,8   |
| 21     | 45-59 ans    | 20,3   |
| 17,9   | 30-44 ans    | 17,3   |
| 16,2   | 15-29 ans    | 14     |
| 16,3   | 0-14 ans     | 14,2   |

### Enseignement
Bardos est située dans l'académie de Bordeaux.

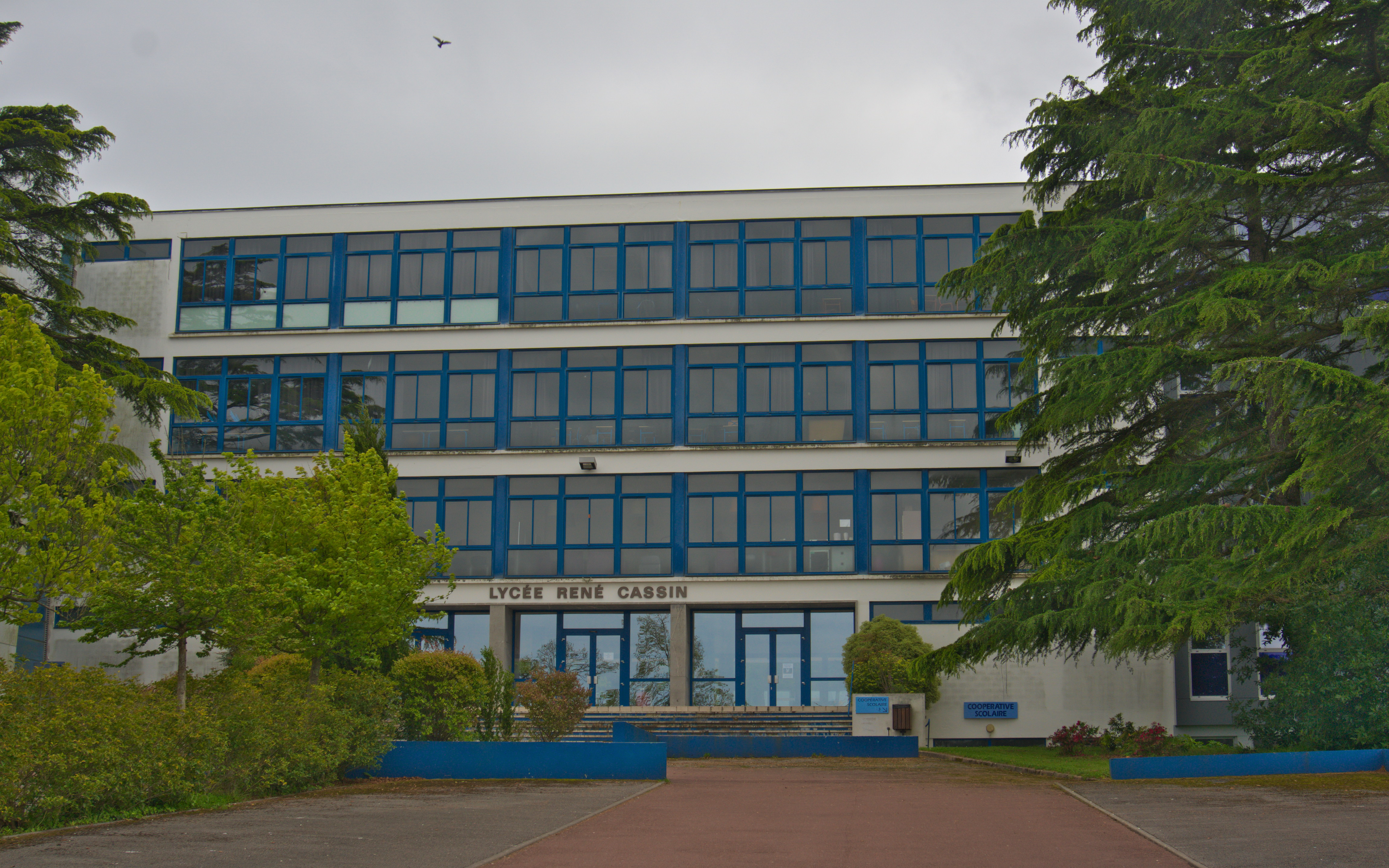
Lycée René Cassin à Bayonne

La commune dispose de trois écoles : l'école primaire privée Sainte-Marie, l'école primaire publique et l'ikastola Xarnegu (école immersive en basque).
L'école publique propose un enseignement bilingue français-basque à parité horaire.
Le collège de secteur de la commune est le collège du Pays de Bidache à Bidache (distant de 5,6 km).
Le lycée de secteur est le lycée général René-Cassin situé à Bayonne (distant de 28,7 km).

### Manifestations culturelles et festivités
Le premier événement de l'année à noter dans la commune est le carnaval labourdin qui s'étale sur trois weekends comprenant visite des maisons dans les quartiers et journée puis soirée festive sur la place du village. Il est organisé par le Foyer de Bardos, association culturelle locale.
Le festival Xarnegu Eguna qui mêle cultures basque et gasconne est organisé par l'association éponyme chaque année aux alentours du 1er mai.
Depuis plus de 30 ans, le Foyer de Bardos organise une exposition d'art contemporain afin de diversifier l'offre culturelle en milieu rural. Elle se déroule chaque été entre le 15 juin et le 15 juillet.
Les fêtes de Bardos sont organisées par le Comité des Fêtes de Bardos tous les étés autour du 15 août. Elles rassemblent une grande part des villageois.

### Santé
La commune dispose au 1er janvier 2017 d'un cabinet médical, d'une orthophoniste, d'un podologue, de deux masseurs kinésithérapeutes, trois ostéopathes, une naturopathe, un dentiste, cinq infirmiers libéraux et deux vétérinaires.
Les bardoztars ont également accès au centre hospitalier de la Côte Basque, principalement établi à Bayonne — site principal de Saint-Léon et sites de Cam-de-Prats et de Lormand — ainsi qu'au centre hospitalier de Saint-Palais, tous deux distant d'environ 28 km.
La commune dispose d'une maison de retraite médicalisée appelée Albodi.

### Sports
Les différents clubs et associations sportives du village ont à leur disposition plusieurs équipements : fronton, trinquet et mur à gauche pour la pelote basque, deux courts de tennis et un stade de rugby.
En 2011 a été créé face au stade un bâtiment d'évolution sportive doté d'un équipement de musculation et d'une salle de danse : Erdizka. En 2012, c'est un boulodrome qui a vu le jour près d'Erdizka.
Plusieurs associations sportives sont présentes dans la commune et permettent aux habitants une pratique régulière physique et sportive : ball-trap, gymnastique, line dance, musculation, pelote basque, remise en forme, rugby, et tennis.

#### Rugby à XV
l’Union sportive de Bardos est engagée en championnat de France de rugby à XV de 3e division fédérale 2017-2018.

### Médias
Il n'existe pas de média local traitant uniquement de Bardos, excepté le Bardos-Info, bulletin municipal édité par la mairie et agrémenté de divers articles provenant des associations locales.
Trois chaînes de télévision traitent de l'actualité de la commune à date plus ou moins fréquente : Euskal Telebista, (chaîne publique du Gouvernement Basque traitant l'ensemble du Pays basque), France 3 Euskal Herri (décrochage local du média national) et TVPI (chaîne locale couvrant Pays basque, Landes et Béarn).
L'actualité du village est également relayée dans la presse écrite par des correspondants locaux à travers trois journaux : Herria (journal hebdomadaire en langue basque), La Semaine du Pays basque (journal hebdomadaire en langue française) et Sud Ouest Pays basque (journal quotidien en langue française).

### Cultes

#### Culte catholique
Bardos appartient au diocèse de Bayonne, Lescar et Oloron dont Mgr Marc Aillet  est l'évêque depuis 2008.
L'église unique de l'Assomption relève de la paroisse Notre Dame du Chemin de Saint-Jacques.

#### Culte israélite
La communauté juive fut longtemps présente dans les communes limitrophes de La Bastide-Clairence et de Bidache, où ont coexisté lieux de culte et cimetières. Aucun lieu de culte ne semble cependant avoir existé à Bardos.

## Économie
Jusqu'au XIXe siècle, Bardos était renommée pour son activité lapidaire, distincte par les thèmes et procédés employés, différents de ceux du pays de Mixe, d'Iholdy, d'Itxassou et de Cambo-les-Bains.

### Revenus de la population et fiscalité
En 2011, le revenu fiscal médian par ménage était de 32 753 €, ce qui plaçait Bardos au 11 125e rang parmi les 31 886 communes de plus de 49 ménages en métropole.

### Emploi
En 2014, la population âgée de 15 à 64 ans s'élevait à 1 076 personnes, parmi lesquelles on comptait 76,14 % d'actifs dont 70,3 % ayant un emploi et 6,1 % de chômeurs.
On comptait 447 emplois dans la zone d'emploi, contre 450 en 2009. Le nombre d'actifs ayant un emploi résidant dans la zone d'emploi étant de 766, l'indicateur de concentration d'emploi est de 58,3 %, ce qui signifie que la zone d'emploi offre moins d'un emploi par habitant actif,.

### Entreprises et commerces
Le tableau ci-dessous détaille le nombre d'entreprises implantées à Bardos selon leur secteur d'activité :
| ENSEMBLE                                         | 131 |
| Industrie                                        | 14  |
| Construction                                     | 26  |
| Commerce, transport, hébergement et restauration | 30  |
| Services aux entreprises                         | 31  |
| Services aux particuliers                        | 30  |
| Champ : activités marchandes hors agriculture.   |     |

Le tableau ci-dessous détaille les établissements actifs par secteur d'activité au regard du nombre de salariés :
|                                                              | Total | %     | 0 salarié | 1 à 9 salariés | 10 à 19 salariés | 20 à 49 salariés | 50 salariés ou plus |
| ------------------------------------------------------------ | ----- | ----- | --------- | -------------- | ---------------- | ---------------- | ------------------- |
| Ensemble                                                     | 209   | 100,0 | 166       | 39             | 2                | 1                | 1                   |
| Agriculture, sylviculture et pêche                           | 48    | 23,0  | 45        | 3              | 0                | 0                | 0                   |
| Industrie                                                    | 18    | 8,6   | 14        | 4              | 0                | 0                | 0                   |
| Construction                                                 | 29    | 13,9  | 19        | 8              | 1                | 1                | 0                   |
| Commerce, transports, services divers                        | 88    | 42,1  | 66        | 22             | 0                | 0                | 0                   |
| dont commerce et réparation automobile                       | 896   | 19,8  | 493       | 382            | 14               | 5                | 2                   |
| Administration publique, enseignement, santé, action sociale | 26    | 12,4  | 22        | 2              | 1                | 0                | 1                   |
| Champ : ensemble des activités.                              |       |       |           |                |                  |                  |                     |

#### Agriculture
La commune fait partie de plusieurs zones d'Indication géographique protégée (IGP) : l'IGP Kiwi de l'Adour ; l'AOC / AOP ossau-iraty (fromage) ; l'IGP Tomme des Pyrénées (fromage) ; l'IGP Volailles de Gascogne ; l'IGP Volailles du Béarn ; l'IGP Jambon de Bayonne (zones de production des porcs et de transformations des jambons) ainsi que l'IGP Canard à foie gras du Sud-Ouest.

Productions agricoles de Bardos
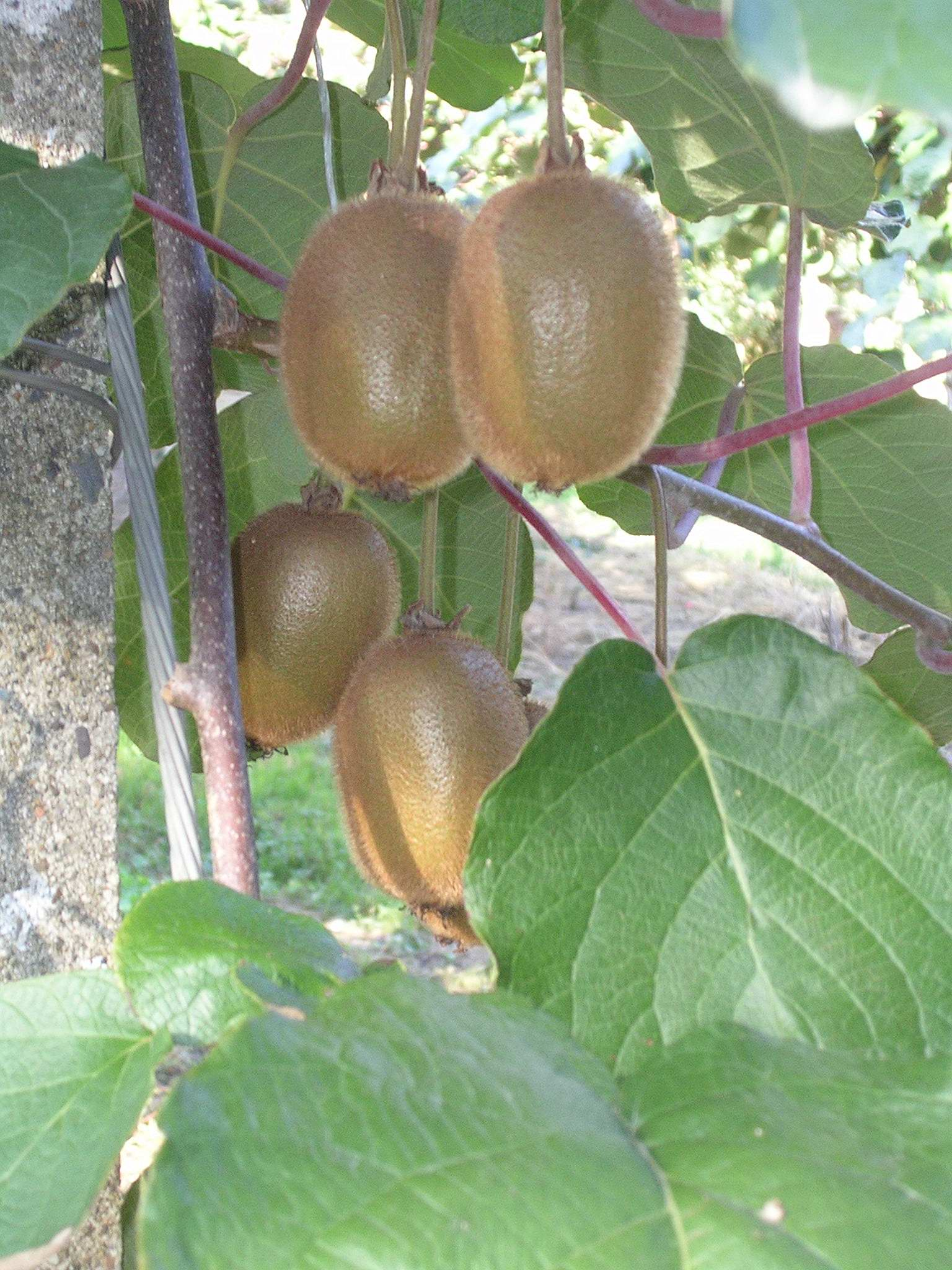
Kiwi de l'Adour.
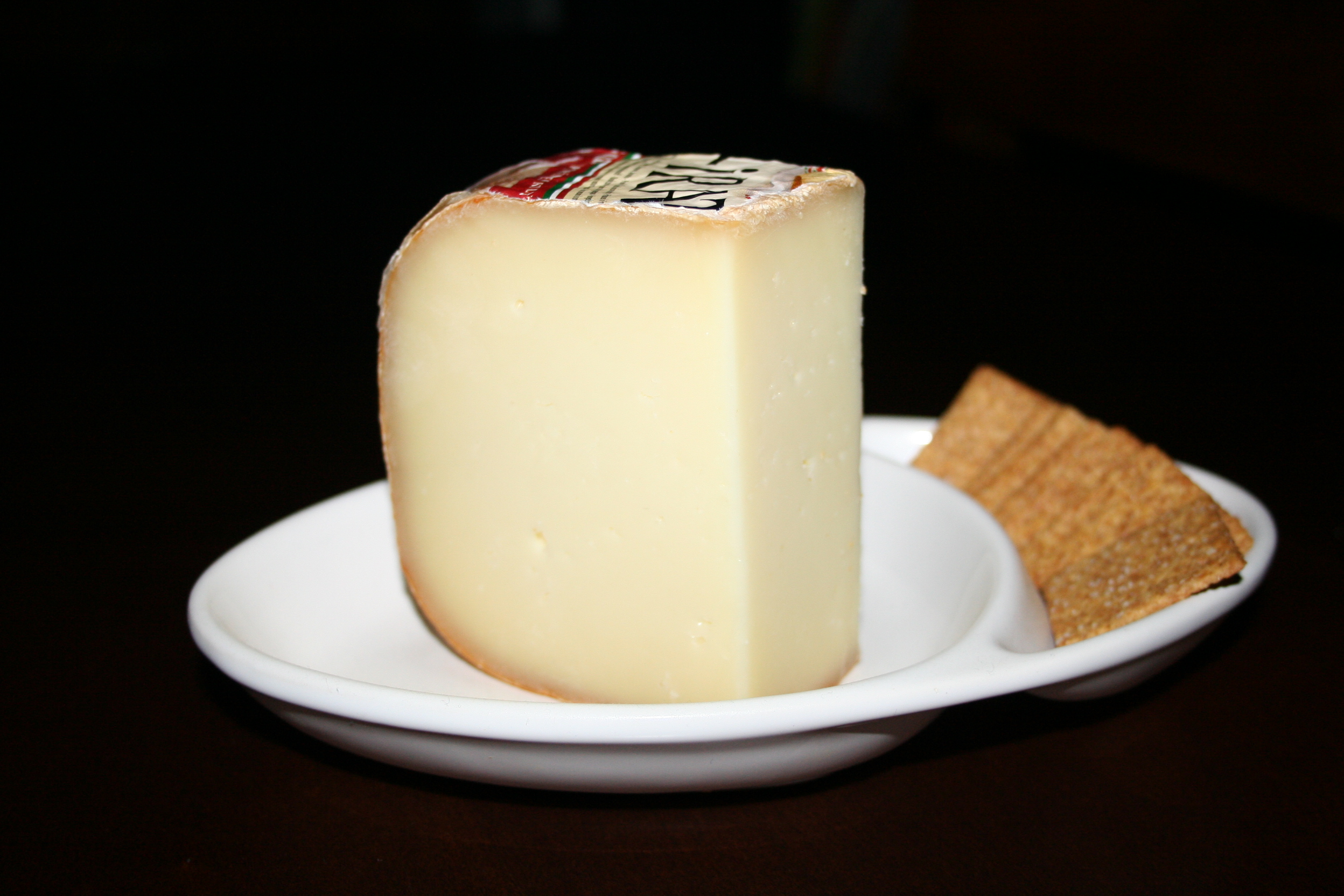
Ossau-Iraty.
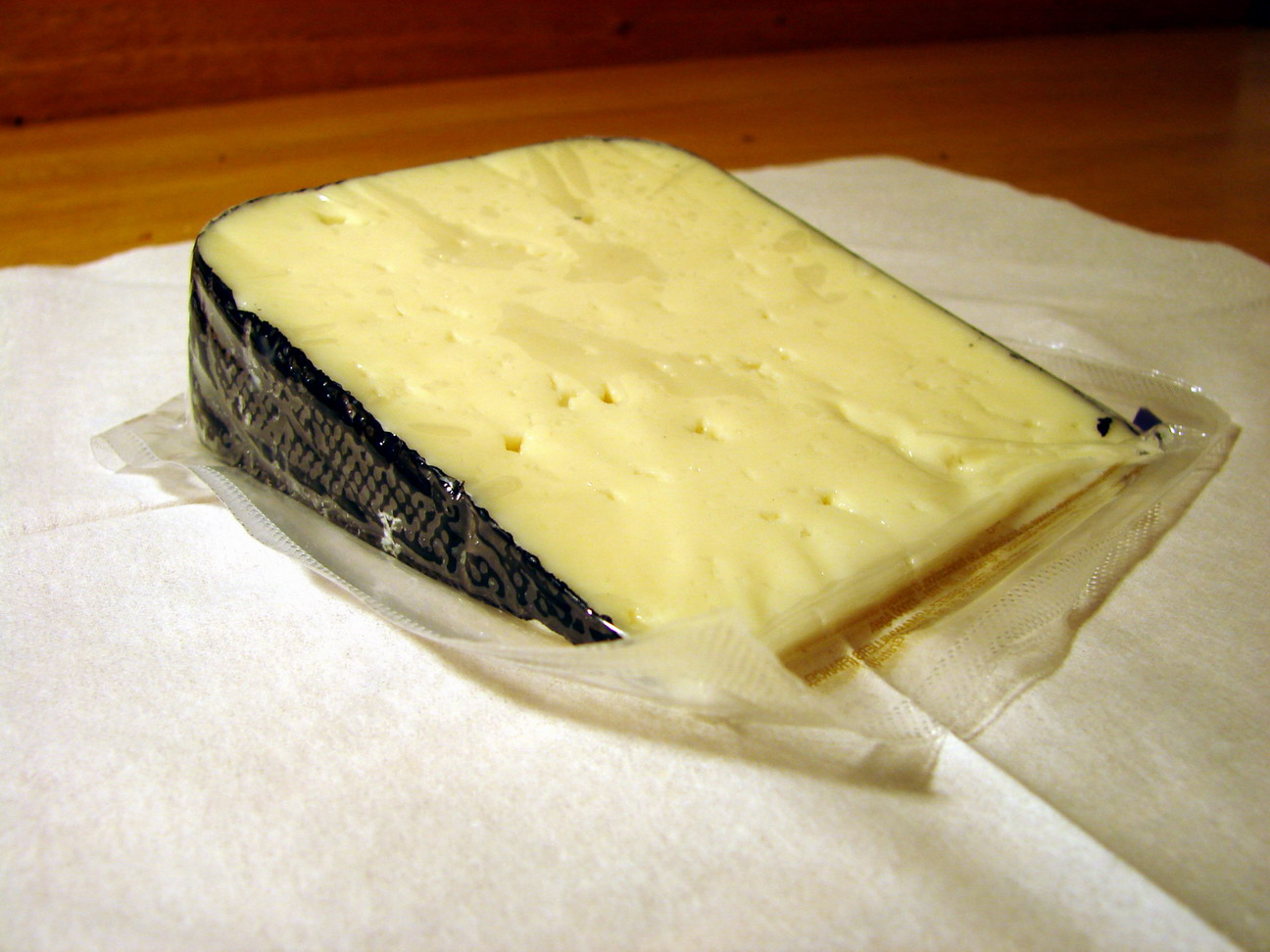
Tomme des Pyrénées.
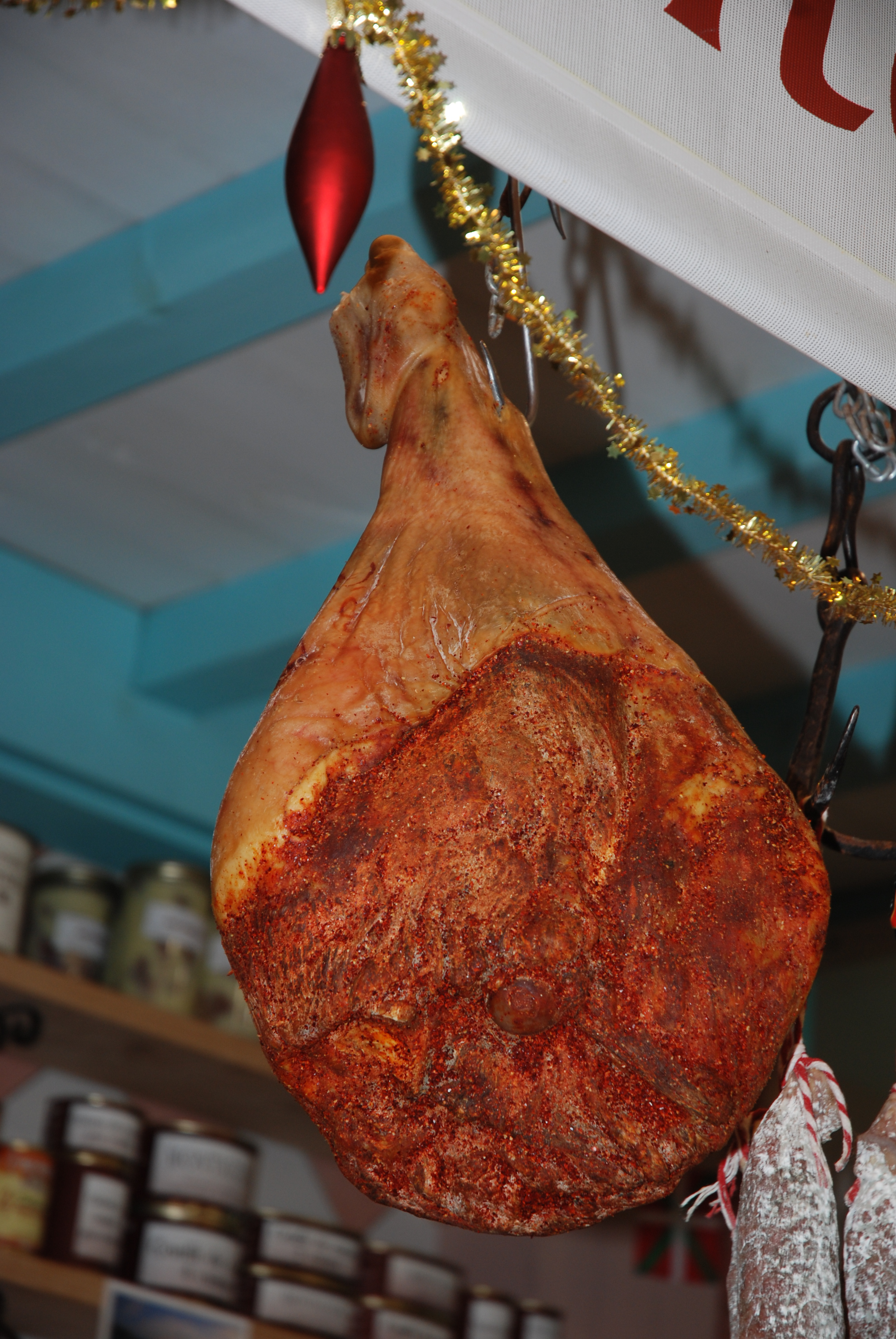
Jambon de Bayonne.
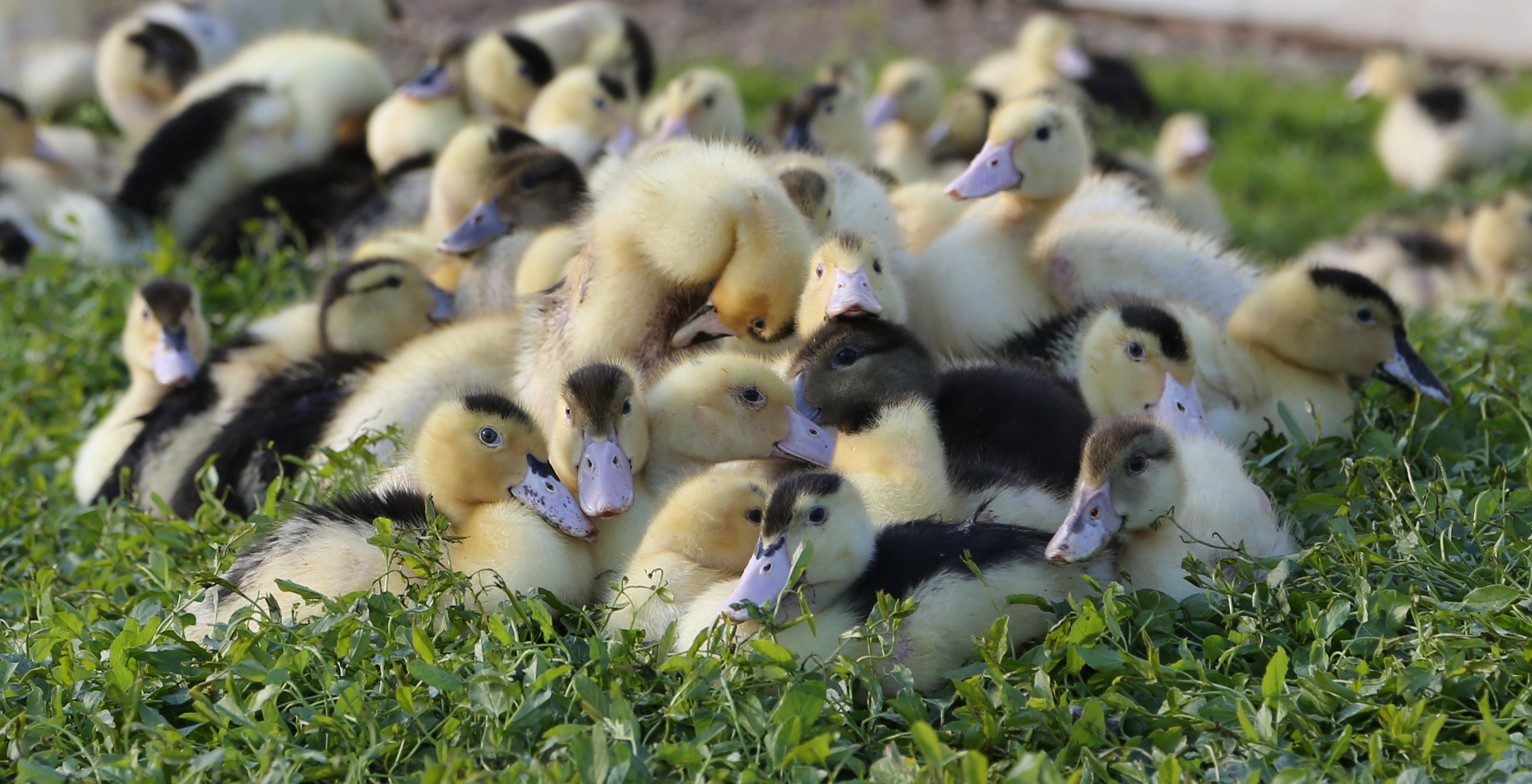
Canard à foie gras du sud-ouest.

#### Activités de service
Au 1er janvier 2016, l'INSEE recense dans la commune 1 supérette, 1 épicerie, 1 boulangerie, 1 boucherie charcuterie, 1 magasin d'électroménager et de matériel audio-vidéo et 1 fleuriste.

### Tourisme
L'office de tourisme du Pays de Bidache couvre l'ensemble des sept communes de l'intercommunalité dont Bardos fait partie. Il est situé à Bidache.
Le Pays de Bidache est quant à lui membre du PAT Nive-Adour-Ursuia avec le Pays de Hasparren.

### Hébergements
Deux établissements chambres d'hôtes, trois gîtes ruraux / meublés et cinq Gîtes de France viennent compléter les capacités d’accueil de la localité.
Il existe enfin sur le territoire communal un hôtel, l'Hôtel Restaurant Chez Odile.

### Restaurants
Deux restaurants sont présents dans la commune: l'Hôtel Restaurant Chez Odile et le Bar Restaurant Chez Bixente.

## Culture et patrimoine

### Patrimoine linguistique

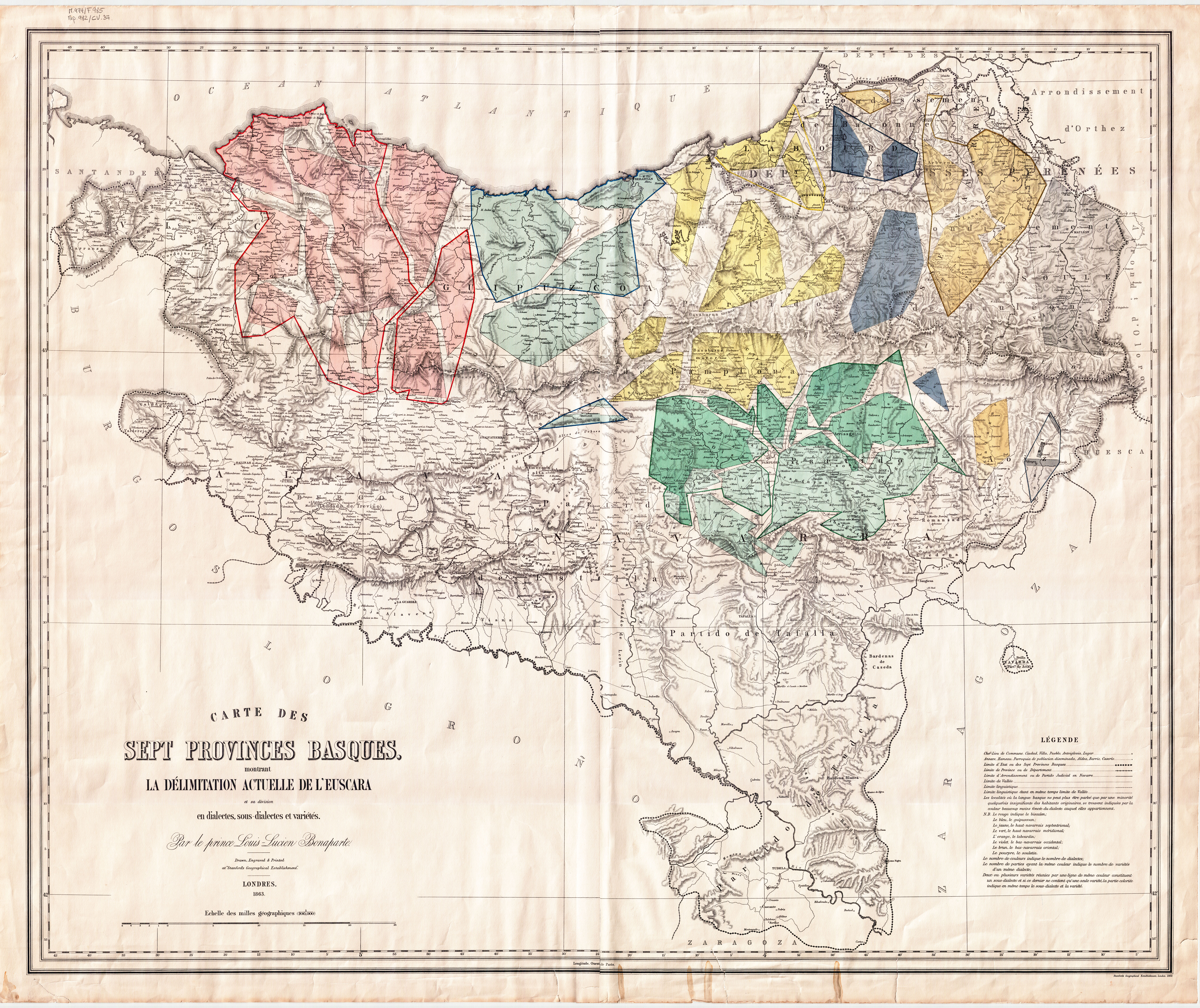
Carte des sept provinces basques (1), 1863

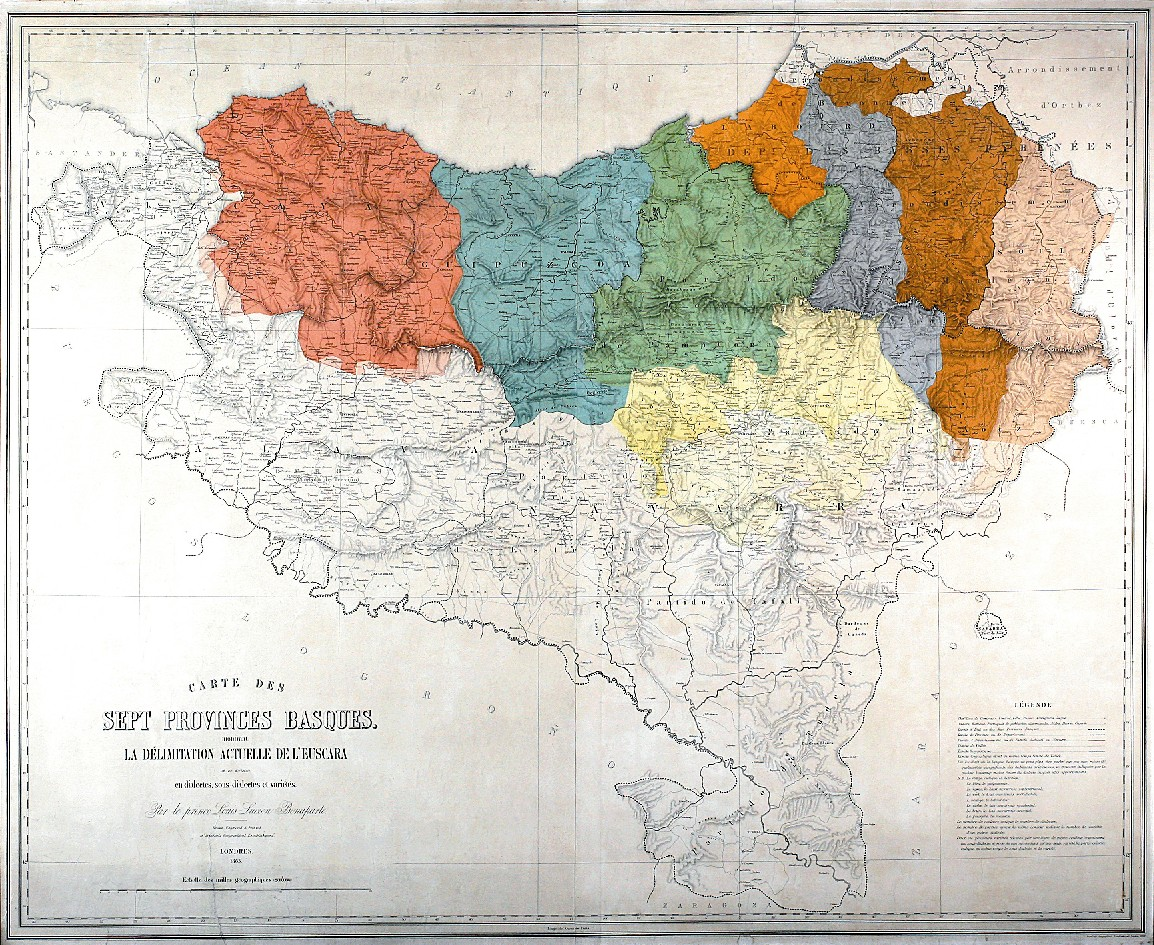
Carte des sept provinces basques (2), 1863

Les deux versions de la Carte des sept provinces basques montrant la délimitation actuelle de l'euscara en dialectes, sous-dialectes et variétés dressée en 1863 par le prince Louis-Lucien Bonaparte placent Bardos dans l'aire bascophone. Rattachée au sous-dialecte de "Cize-Mixe" du dialecte bas-navarrais oriental, la variété dite "de Bardos" est également présente dans la commune voisine d'Orègue.
Le Recueil de linguistique et de toponymie des Pyrénées réalisé en 1887 par Julien Sacaze  nous livre pour Bardos une version en basque, composée d'une traduction de deux textes mythologiques, ainsi que d'une liste des microtoponymes de la commune.
Le Recueil des idiomes de la région gasconne réalisé en 1894 par le linguiste Édouard Bourciez nous livre pour Bardos une version de la parabole de l'enfant prodigue traduite en basque.
Linguiste et philologue spécialiste de la langue basque, René Lafon rédigea dans les années 1940 deux thèses portant sur les spécificités de la forme verbale basque. Il établit ainsi des contacts avec plusieurs communes bascophones, dont Bardos, pour laquelle des notes et un travail manuscrit datant de 1934 précisent que le village est située à la limite septentrionale du domaine basque, avec une population mélangée de Basques et de Gascons. Il ajoute qu'à cette époque, les enfants, dès leur plus jeune âge, parlaient trois langues : basque, gascon, français.
La carte du Pays basque français dressée en 1943 par Maurice Haulon laisse apparaître la "démarcation actuelle entre la langue basque et les dialectes romans", incluant la commune de Bardos dans l'aire bascophone.
Dans son livre Les Basques édité en 1955, le bascologue Philippe Veyrin analyse plusieurs aspects de l'histoire et des traditions du Pays basque. Il présente également la limite entre langue basque et dialecte gascon, faisant état de chacune des ultimes communes bascophones. Il ajoute : " Toutes ces localités sont entièrement basques de langue, sauf Urt et Bardos à une extrémité, Montory à l’autre, devenues plus qu’à demi gasconnes ou béarnaises. "
D'après la Morfología del verbo auxiliar vasco [Morphologie du verbe auxiliaire basque], Bardos est située dans l'aire bascophone, et plus précisément de dialecte bas-navarrais. Son auteur Pedro de Yrizar estime dans les années 1970-1972 le nombre de locuteurs bascophones à 19.6 %, soit l'un des taux les plus faibles du Labourd. En 2010, le pourcentage était estimé à 20.06 %.
Selon Jacques Allières qui dresse en 1977 la frontière linguistique de la langue basque, " En France, sa frontière [...] englobe Arraute et Bardos ".

#### Surnoms
Les habitants de Bardos, appelés Bardoztars, disposaient, comme la plupart de leurs voisins, de surnoms cocasses, en basque comme en gascon:
- kaskoinak (par les habitants de Hasparren ; en basque, les Gascons) ;
- xarnegu arraza (en basque, race métisse) ;
- los bascos (par les habitants de Bidache et de Guiche ; en gascon, les Basques) ;
- los sents (en gascon, les saints).

#### Dicton gascon
Le dicton local qui suit, faisant état de Bardos et de Bidache, est en gascon :
Que vas entà Bidaishe ? Pòt de graisha.

Que vas entà Bardòs ? Shuca aqueth òs.

A Bardòs que minjan la carn e que daishan los òs.
Tu vas à Bidache ? Pot de graisse.

Tu vas à Bardos ? Suce l'os.

À Bardos, on mange la viande et laisse les os.

### Lieux et monuments
Bardos ne compte pas de monuments répertoriés à l'inventaire des monuments historiques. Cependant, 13 lieux et monuments sont répertoriés à l'inventaire général du patrimoine culturel.

#### Patrimoine civil

Patrimoine civil de Bardos.
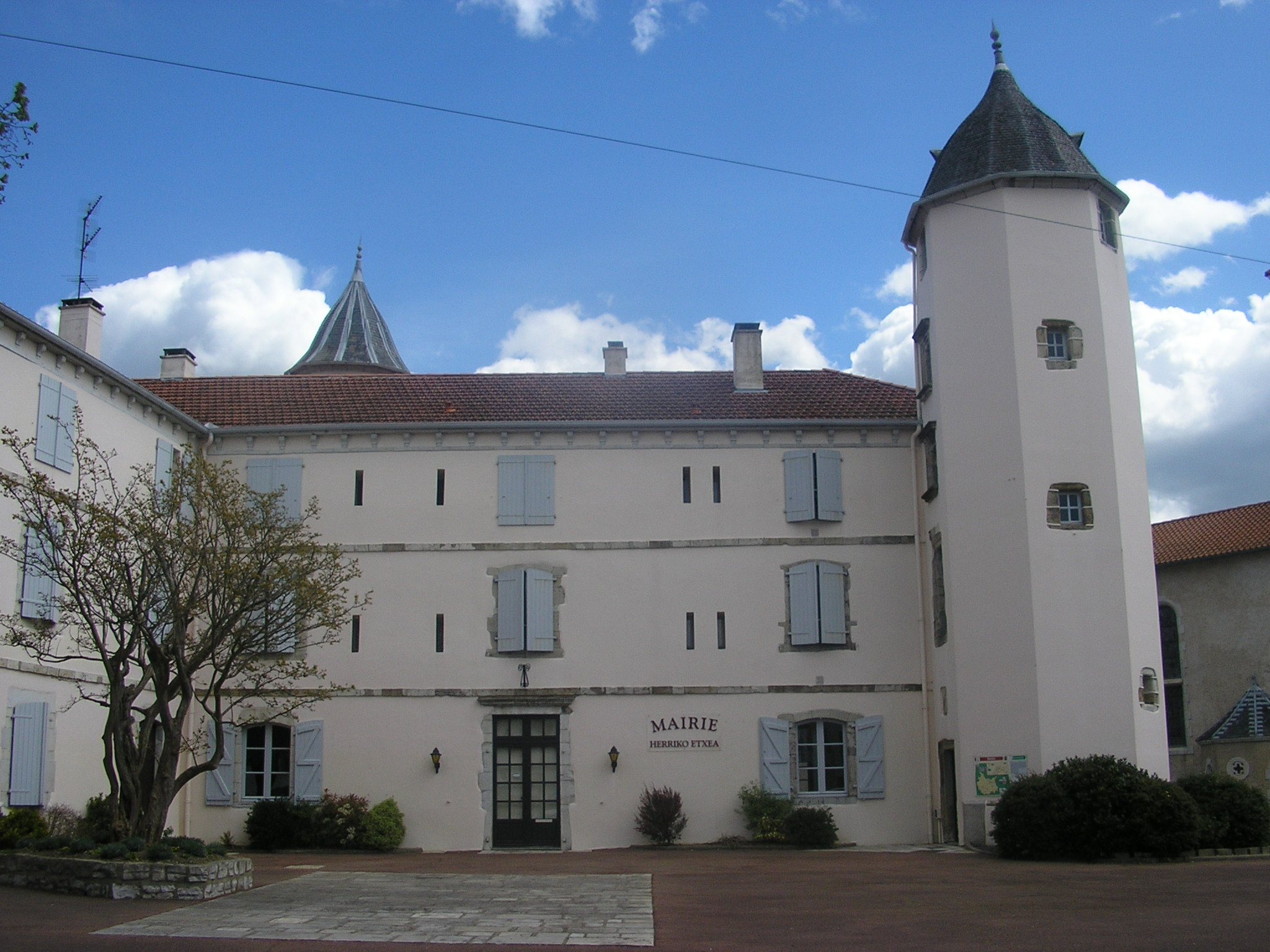
Château de Salha.

##### Les maisons nobles
Le château Salha fut construit dans la seconde moitié du XVIIe siècle (probablement 1655). Un édifice primitif médiéval existait cependant dès 1456. Aucun vestige architectural n'est aujourd'hui existant. Propriété au Moyen Âge des Gramont, le château passa ensuite au XVe siècle aux mains des Suhigaray, dont les armes ont été conservées par la municipalité pour représenter la commune. Acquis par les Salha qui lui donnèrent son nom au XVIIe siècle, il sera ensuite remanié au XIXe siècle en résidence bourgeoise par plusieurs propriétaires successifs. Les services de la Mairie y sont installés depuis 1982.

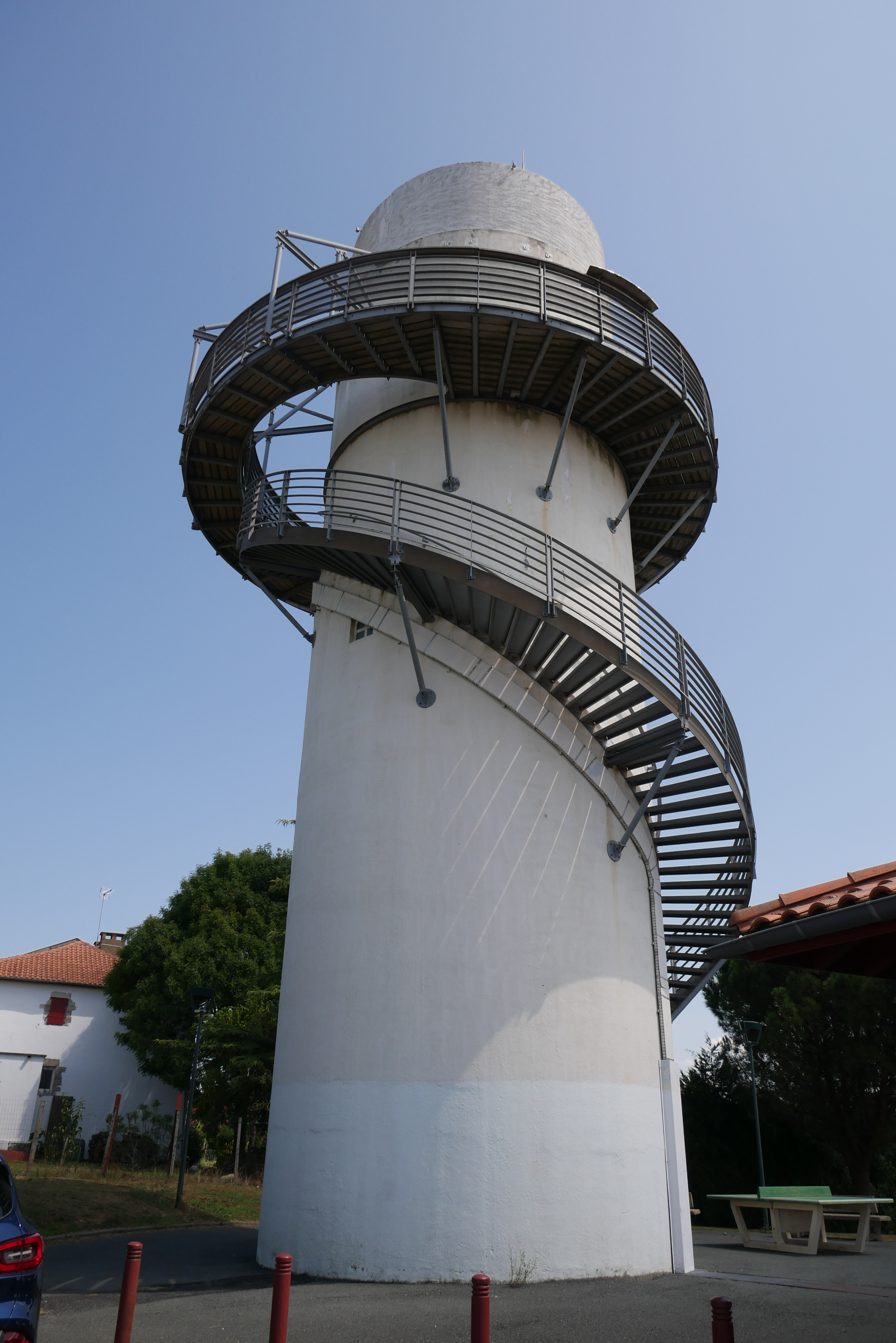
Belvédère de Miremont

Le manoir dit château de Miremont fut érigé au XVe siècle, puis agrandi au cours du XIXe siècle. Cette demeure, qualifiée au XVIIe siècle de "maison noble", appartint aux De Miremont, famille d'écuyers de Bardos.
Le site de la Butte de Miremont, à 180 mètres d'altitude, offre une vue panoramique sur l'Adour, les Landes et les Pyrénées. Un belvédère est installé sur le château d'eau.
Cazenave
Sorhoeta

##### Les maisons de maître
Bardos possède des maisons de maître des XVIe, XVIIe et XVIIIe siècles : Etxebeheiti, Lixabe et Lürberrieta.

##### Les fermes
On trouve également des fermes datant des XVIe, XVIIe et XVIIIe siècles telles qu'Arotxetxe, Aribit et Lizarraga de bas.

##### Autres
Le moulin d'Ermou ou du Bosc date du XVe siècle. Il est mentionné pour la première fois en 1456 et appartient alors aux Gramont. Comme le château Salha, il sera la propriété des Suhigaray, puis des Salha, avant de devenir propriété privée abritant au cours des siècles divers meuniers. Il cessera toute activité en 1962.
L'ancienne mairie, en activité jusqu'en 1982, date du XVIIIe siècle.

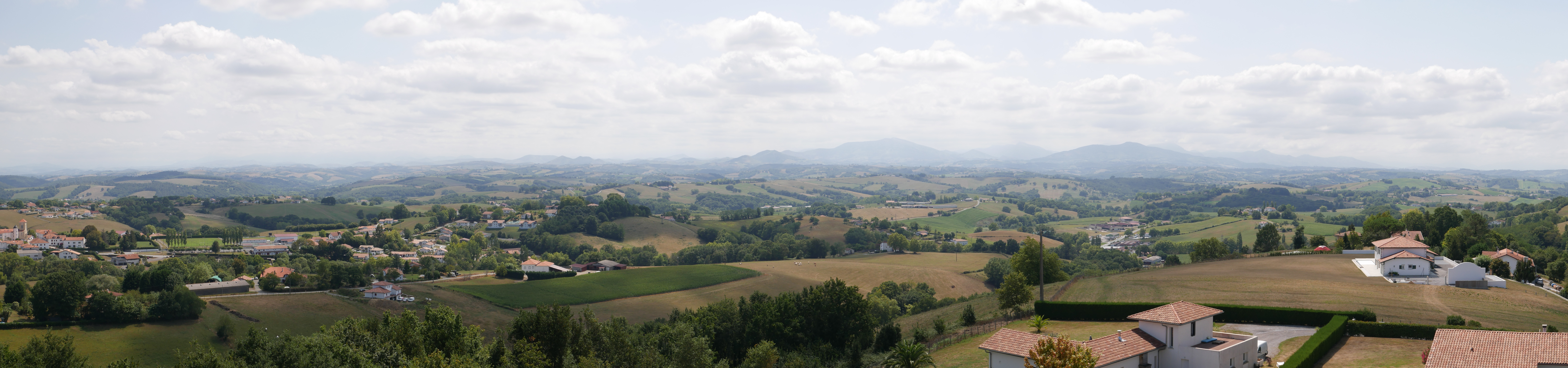
Le panorama depuis le belvédère de Miremont

#### Patrimoine religieux

##### L'église Notre-Dame
L'église de l'Assomption de la Bienheureuse-Vierge-Marie a été reconstruite à la fin du XIXe siècle mais elle a conservé le porche roman du XIIIe siècle.
Elle possède de nombreuses pièces répertoriées par le ministère de la Culture à l'Inventaire général du patrimoine culturel telles que du mobilier (Christ en croix, fonts baptismaux, une chaire à prêcher, une croix de chaire à prêcher, des confessionnaux,, l'ensemble du maître-autel,, l'ensemble de l'autel de la Vierge, l'ensemble de l'autel de saint Joseph et des sculptures), des objets (chandeliers d'autel,), des statues (un ensemble de quatre statues représentant saint Pierre, le Sacré-Cœur, une Vierge à l'enfant et saint Jean) et des peintures (peinture monumentale sur bois et le tableau du maître-autel).
Elle est située à l'endroit le plus élevé du bourg, à 128 mètres d'altitude.

##### Les chapelles
La maison noble Sorhoeta sise au quartier Ibarre est aujourd'hui composée d'un logis principal suivi d'une partie agricole (étable et fenil). Elle comprenait jadis plusieurs dépendances dont une borde abritant les métayers, un pigeonnier et une chapelle.
Le nom de la maison Kapera au quartier Legarre, qui désigne en basque la chapelle, souligne le possible usage primitif de cette bâtisse jadis propriété du château Salha. La maison faisait face à la borde Salha, qui abritait les métayers du château.

##### Les cimetières
Le cimetière originel de Bardos entourait l'église paroissiale comme c'était quasi exclusivement le cas dans les villages sous l'Ancien Régime. Le cadastre napoléonien de 1818 ainsi que les cartes postales des années 1900 laissent entrevoir son ancien muret d'enceinte qui permettait de le séparer des terres du château Salha et du reste de l'espace public.
Il fut déplacé le 21 mai 1861 à l'écart de la Place du village, en bordure de l'actuelle route départementale 936 dite route de Bayonne.
Du cimetière primitif ont été conservées plusieurs stèles discoïdales dont une partie est aujourd'hui visible dans le mur latéral sud de la nef de l'église Notre-Dame de l'Assomption. Certaines d'entre-elles furent rapatriées dans des anciennes maisons de la commune : Etxebeheiti, Halgaxuri, Mendi, Parandiet et Xaharne.

#### Patrimoine vernaculaire
Connue jusqu'au XIXe siècle pour son activité lapidaire, qu'il s'agisse de taille, de gravure ou d'ornementation, Bardos possède sur ses maisons de nombreux cartouches, linteaux et plaques ornementés. Dans son ouvrage sur les maisons basques, Gérard Moutche en recense six caractéristiques,,,,.

### Patrimoine culturel

#### Traditions carnavalesques
Grâce à une enquête réalisée par Thierry Truffaut sur les fêtes traditionnelles du Labourd dans les années 1980, plusieurs témoignages permirent de mettre en évidence la place que détenait le carnaval à Bardos.

#### Les rapports à l'espace
Comme se souvient Jean-Baptiste Bernatets, bardoztar né en 1898 à la maison Trentomas, avant la Seconde Guerre mondiale, des festivités étaient également organisées dans les différents quartiers : "cette époque de l'année était l'occasion d'organiser de bonnes réjouissances, comme les bals qui permettaient aux jeunes de se retrouver".

#### La valorisation de la place
Thierry Truffaut note sur les communes de Bardos et Guiche la présence d'une danse assez originale : le "feu au cul",.
D'après le témoignage de Georgette Laborde, aubergiste à la maison Lambert âgée à l'époque de 73 ans, cette danse s'observait en période de carnaval ou le soir de certaines réjouissances entre jeunes. Les danseurs devaient réussir à mettre le feu à un journal roulé et attaché au bas du dos de l'un des participants qui se trémoussait en chantant "Je parie cent écus que vous ne me mettrez pas le feu aux fesses, je paris cent écus que vous ne me mettrez pas le feu au cul".
Il semblerait que cette danse soit apparentée à plusieurs danses carnavalesques dansées naguère le mercredi des Cendres, telles que décrites par l'ethnologue Arnold van Gennep. Danse du feu aux fesses, danse du Tio-Tio (ou Tillou), danse de la chemise, danse de la candelette, danse des camisards... autant de danses semblables dont la tradition s'observe en Languedoc et Catalogne Nord. En Baztan, vallée navarraise proche du Labourd, cette danse porte le nom d'ipurdi(ko) dantza, ou danse du cul.
Les différentes farces étant surtout effectuées sur la place des villages, les jeunes Bardoztars profitaient du calme de la nuit pour entasser sur celle-ci des barrières et des charrettes, en prenant soin d'attacher aux queues des chiens des boîtes de conserve, dans le seul but de réveiller les habitants.

#### Les déplacements hors de la commune
Thierry Truffaut nous apprend qu'entre les deux guerres, en dehors des tournées, les jeunes hommes du Bas-Adour descendaient à Peyrehorade afin d'aller au bal le mercredi des Cendres.

### Patrimoine naturel
Deux zones Natura 2000 se situent partiellement sur le territoire de la commune : « la Joyeuse (cours d'eau) » (ou Aran) et « la Bidouze (cours d'eau) ».
De plus, trois zones naturelles d'intérêt écologique, faunistique et floristique (ZNIEFF) sont situées partiellement ou entièrement sur le territoire de la commune : les « Landes de l'Arberoue » ; le « Réseau hydrographique de la Bidouze et de l'Arberoue » et la « Vallée de la Joyeuse ».

### Personnalités liées à la commune

Personnalités liées à Bardos
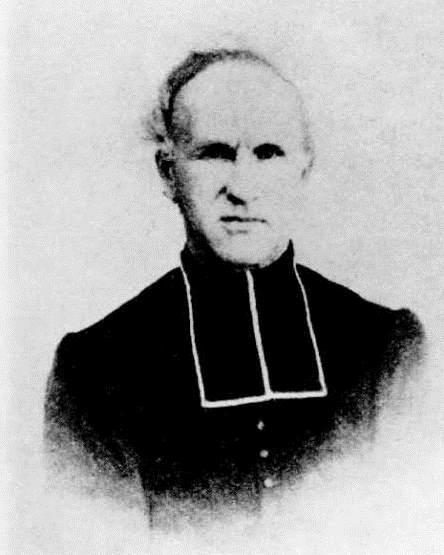
Juan Martin Hiribarren.
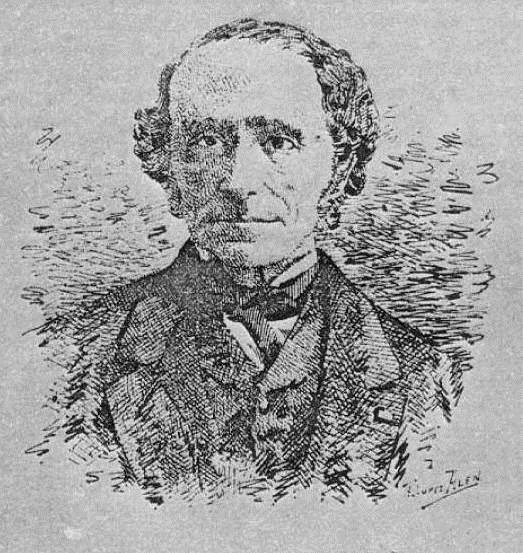
Jean-Pierre Duvoisin.
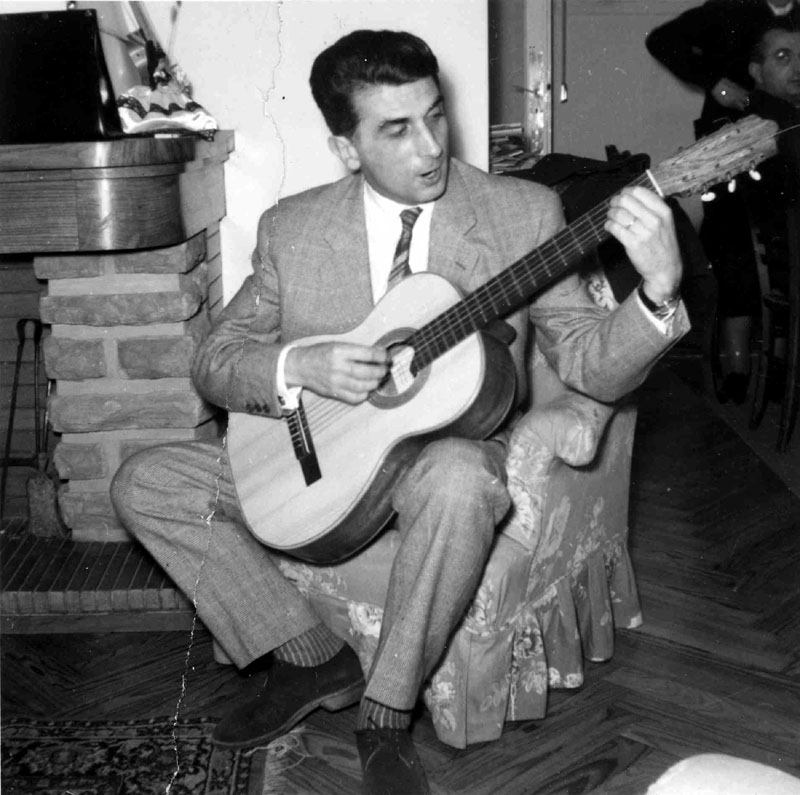
Michel Labéguerie.

- Salvat Diharce : prêtre titulaire de l'abbaye d'Arthous (à Hastingues), évêque de Tarbes de 1580 à 1601, année de son décès dans cette même ville à l'âge de 71 ans. Il naquît vers 1530, certainement au Bourg de Bardos, dans la maison Eihartze de laquelle il tiendrait son nom.

#### Nées auXVIIIesiècle
- Valentin de Salha : chevalier de Salha, capitaine de vaisseau et général de division né en 1758 à Bardos, au Bourg, dans le Château éponyme, et mort en 1841 à Saint-Palais. Il fut nommé Chevalier de la Légion d'honneur le 10 mars 1807, et promu Officier le 7 mars 1813.

#### Nées auXIXesiècle
- Juan Martin Hiribarren : écrivain de langue basque né en 1810 à Ascain et mort en 1866 à Bayonne. Il fut nommé vicaire de Bardos en 1834 puis curé de 1839 à 1865. Parmi ses œuvres littéraires figurent notamment le recueil de chants Montebideoco berriac (1853), le recueil de poèmes Escaldunac (1853), ou encore l'histoire des religions Escaraz eguia (1858). Plusieurs des écrits signés de la main de jeunes inconnus Bardoztars lui sont vraisemblablement attribués : Laboraria (1854, Dussaut), Eman nahiz higuintza (1855, Laurent Daguerre), Emazte edaliak (1855, Léon Dajas)... Avec Jean-Pierre Duvoisin, ils échangèrent et furent parmi les premiers du Pays Basque nord à se questionner sur les règles graphiques à appliquer à la langue basque, plusieurs décennies avant la naissance du basque unifié dans les années 1960.
- Jean-Pierre Duvoisin : capitaine de douane et écrivain basque né en 1810 à Ainhoa et mort en 1891 à Ciboure. Il se retira de 1859 à 1864 à Bardos au quartier la Sarrade, maison Etxebeheiti, afin de s'adonner à la traduction de la Bible en langue basque. Il aida aussi le philologue Louis-Lucien Bonaparte, neveu de Napoléon Ier, dans sa quête sur la dialectologie basque dans les années 1860. Avec Juan Martin Hiribarren, ils échangèrent et furent parmi les premiers du Pays Basque nord à se questionner sur les règles graphiques à appliquer à la langue basque, plusieurs décennies avant la naissance du basque unifié dans les années 1960.

#### Nées auXXesiècle
- André Dassary (de son vrai nom Marie André Camille Deyherassary) : chanteur d'opérette né en 1912 à Biarritz et mort en 1987 dans cette même ville. Il est connu pour l'opérette L'Auberge qui chante (1941), la chanson Maréchal, nous voilà (1941) ou encore Ramuntcho (1944). Son grand-père paternel, Jean-Baptiste Deyherassarry était né à Bardos en 1844 à Jouandaire, maison aujourd'hui disparue du quartier Legarre.
- Michel Labéguerie : sénateur abertzale de tendance démocrate-chrétienne né en 1921 à Ustaritz et mort en 1980 à Toulouse. Son père, né à Bardos au quartier la Sarrade, maison Atto, s'installa à Ustaritz et exerça le métier de forgeron.
- Killers : groupe français de heavy-métal fondé à Bardos en 1982, à l'initiative de Bruno Dolheguy.

### Citations
Juan Martin Hiribarren, Eskaldunak

« Laphurdi bazterrean, iphar alderditik, Bardoitz mendixken puntan, errekak artetik, Ikusten da airean bere lur mehekin, Etxeak dituela xuri gusturekin. »

### Héraldique, logotype et devise
Les armoiries de Bardos furent adoptées par le conseil municipal en 1982.
| Blason | Blasonnement : Écartelé aux 1 et 4 d'azur à trois pals d'or, aux 2 et 3 de gueules au chêne arraché d'argent et un ours d'or passant sur le fût de l'arbre. |

Les armes retenues par le conseil municipal sont celles de la famille de Suhigaray, connue pour avoir acquis la maison noble de Bardos des Gramont au début du XVIe siècle, par l'intermédiaire de Petri de Suhigaray. Un changement fut cependant effectué, les trois piliers originels devenant trois pals.
Ces armes sont visibles localement dans la mairie ainsi qu'au mur à gauche.

## Pour approfondir